# Bandes marines
Pour les articles homonymes, voir bande.

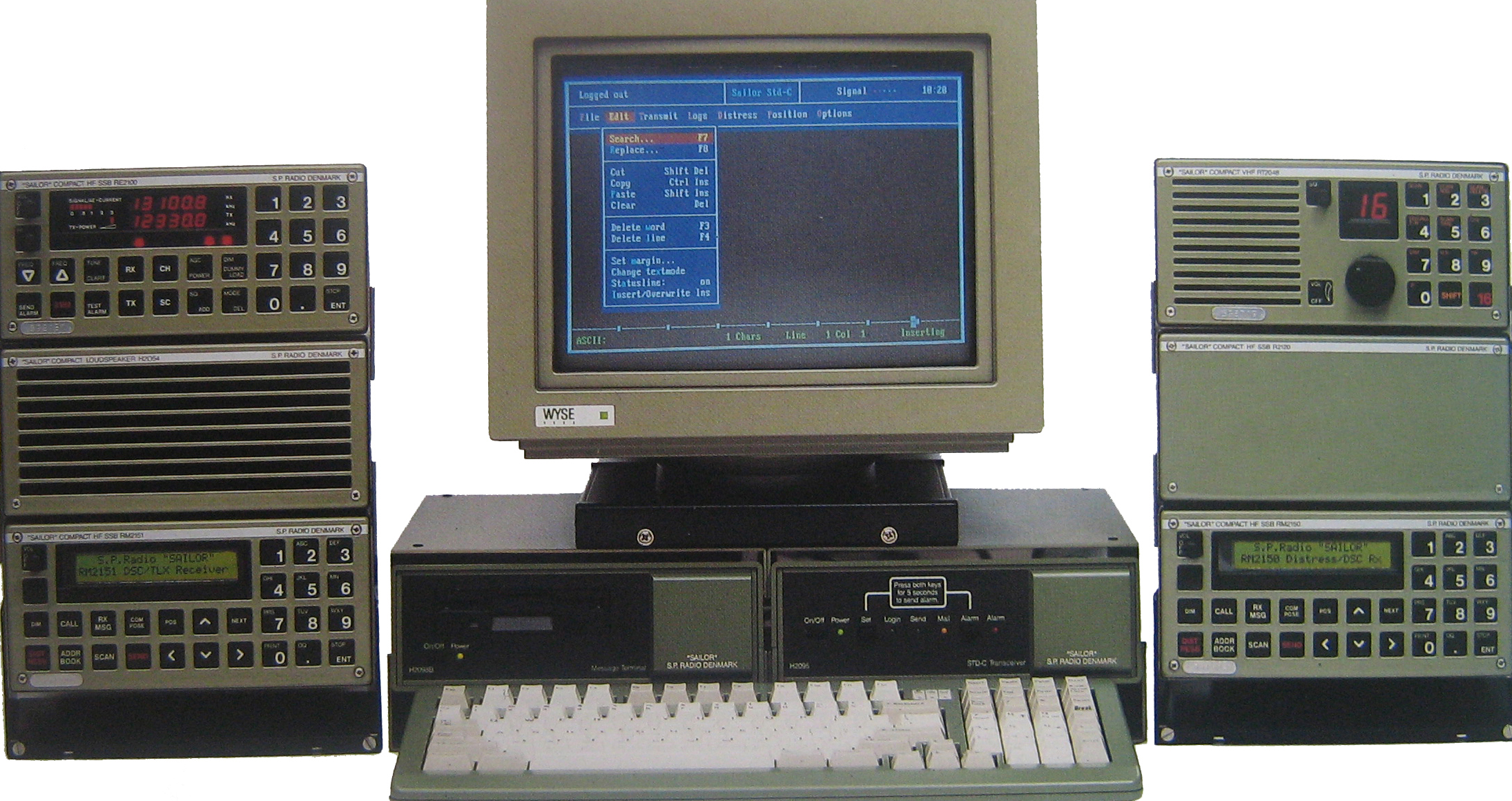
Station radio SMDSM à gauche MF/HF et ASN : MF/HF au centre INMARSAT C à droite VHF et ASN : VHF

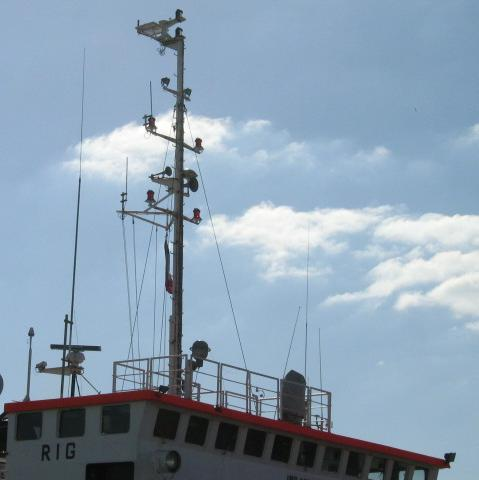
Antennes radio sur un navire de commerce

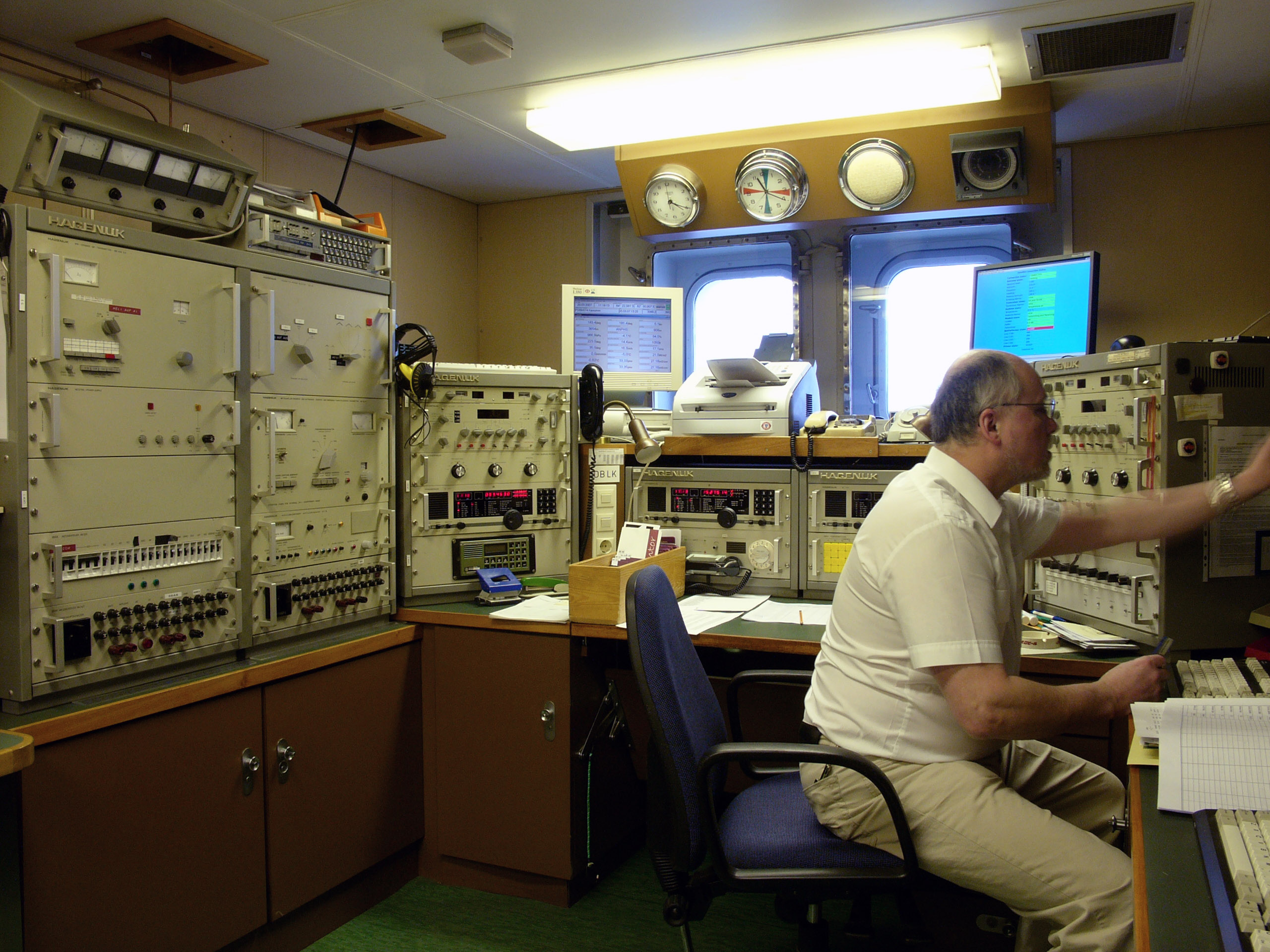
Salle radio du navire Polarstern

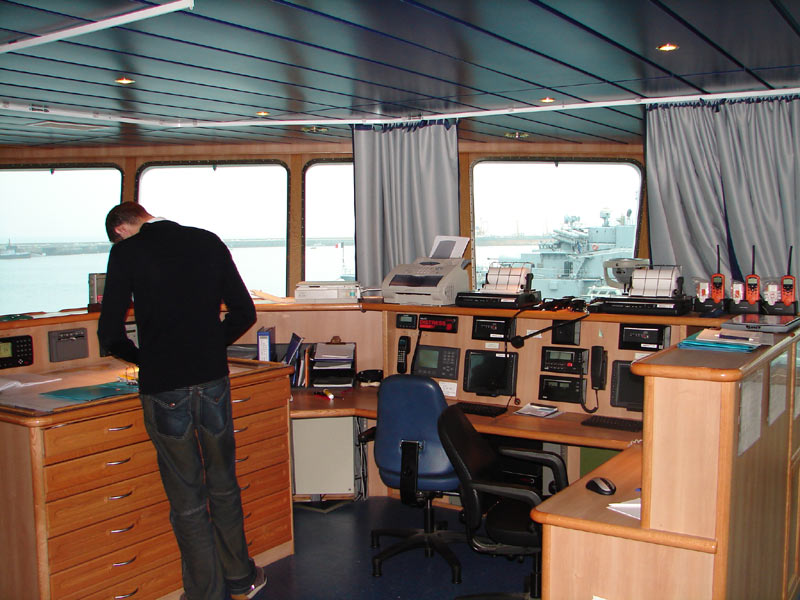
Salle radio de navire

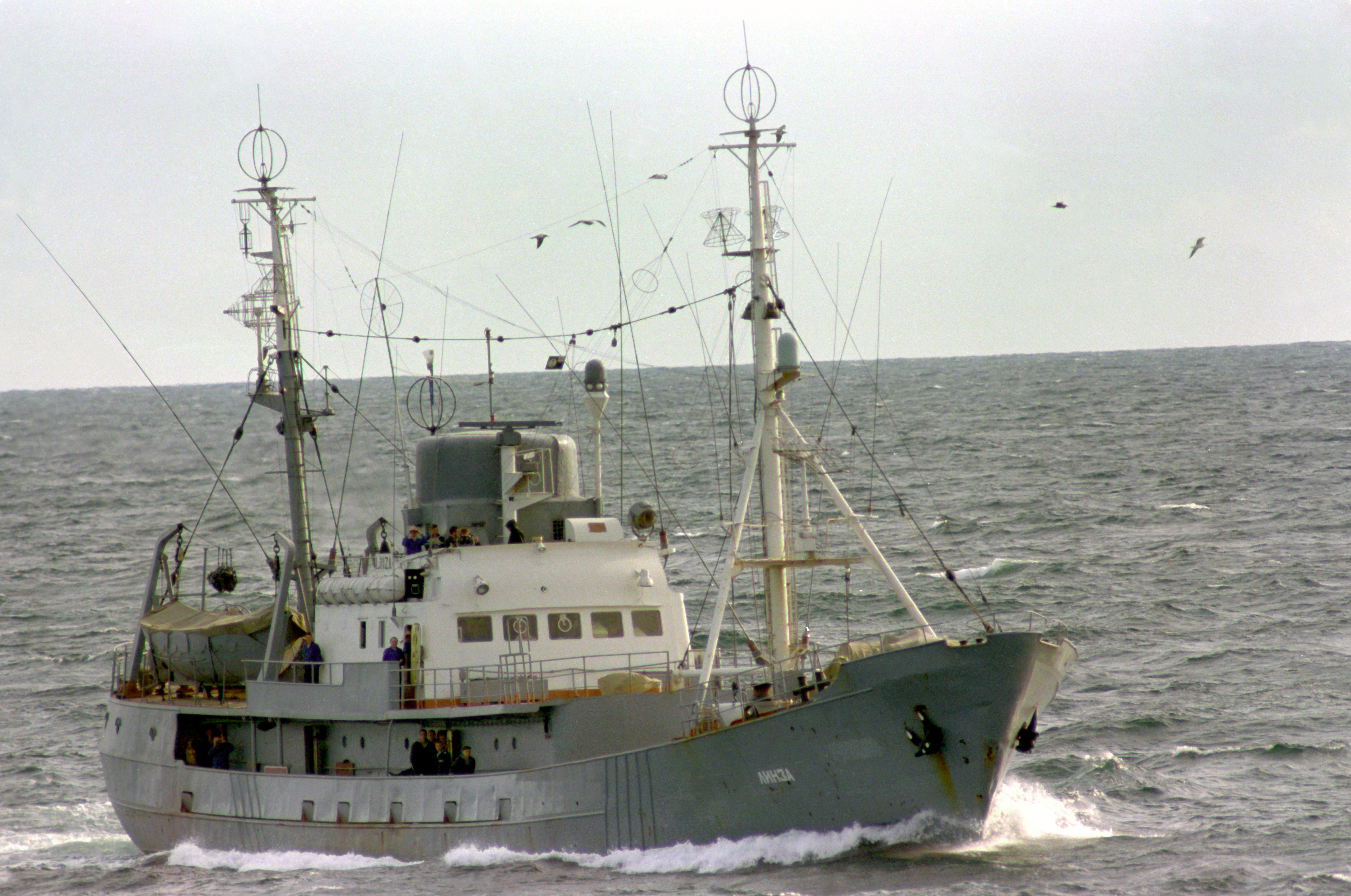
Station d'écoute radio en mer.

La radiocommunication permet aux bateaux d'entrer en relation avec les abonnés au téléphone à terre, d'échanger, entre bateaux, des messages relatifs à la navigation ou à des affaires sociales, d'obtenir des données nautiques concernant les opérations portuaires ou pour passer des écluses, des ponts, etc. ; en cas de détresse, l'assistance peut être demandée aux stations terrestres ou à d'autres bateaux. Les communications peuvent être classées en 8 catégories selon l'objet auquel elles se rapportent, réparties en différentes bandes marines de fréquence :
- Communications publiques.
- Communications bateau-bateau.
- Communications opérations portuaires.
- Communications nautiques.
- Communications de bord.
- Trafic de détresse.
- Messages familiaux.
- Messages pour l'approvisionnement.

## Historique

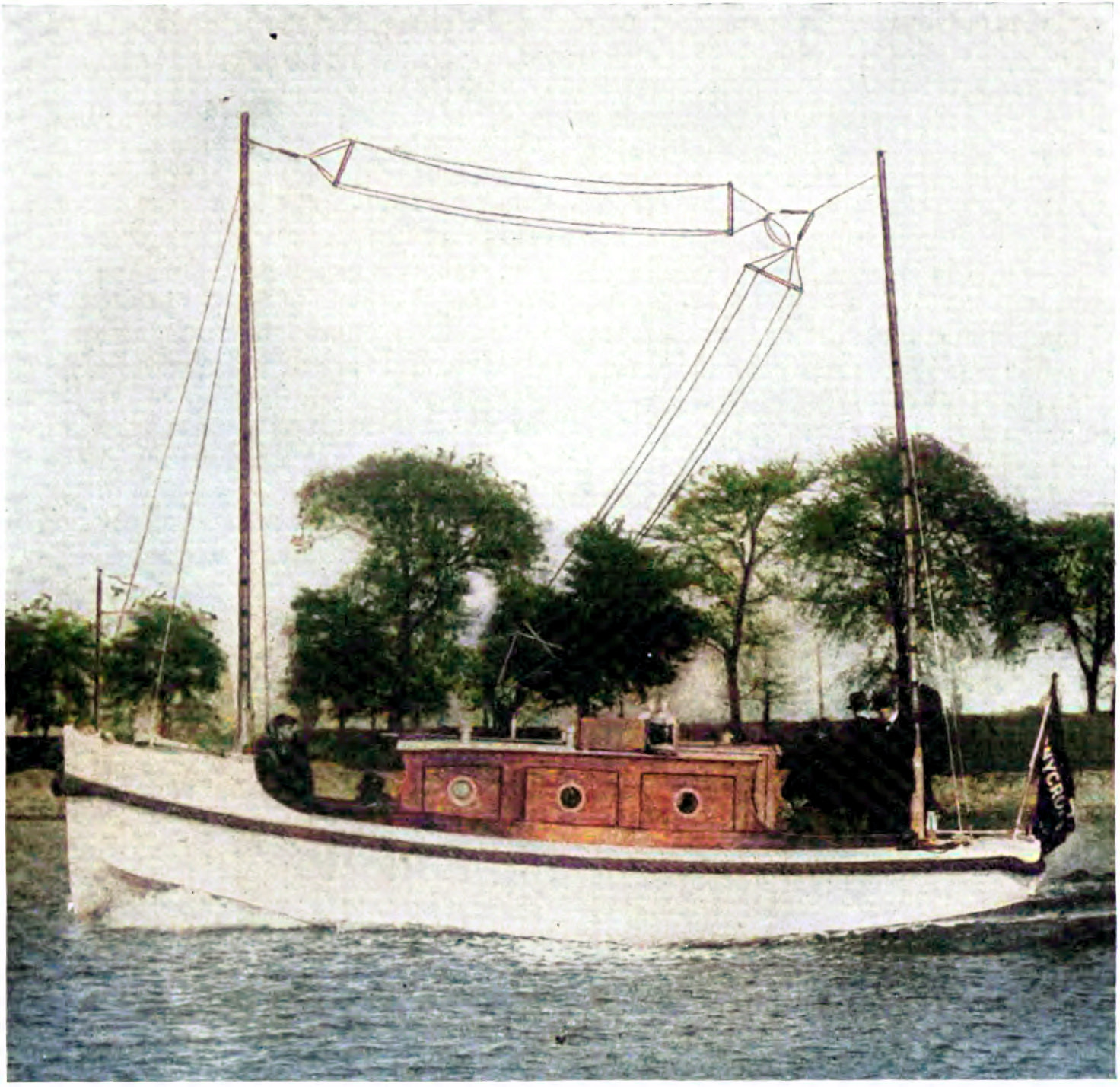
Antenne de station de canot de sauvetage en 1914.

- Dès le début du XXe siècle. Les stations de TSF à détecteur magnétique et à détecteur électrolytique permettent la réception des ondes radioélectriques dans les bandes radios, des émissions radioélectriques divers, des signaux de la tour Eiffel et des premiers postes de radiodiffusion.
- En 1902 : les données et prévisions commencèrent à être transmises par télégraphie sans fil aux navires en mer (et les données provenant de ces derniers le furent dès 1905).
- En 1903 : Conférence télégraphique de Berlin de 1903 par neuf pays.
- La demande pour une station privée de TSF était faite au directeur des postes du département où habite le pétitionnaire[1].
- En 1906 : conférence de Berlin[2].
- Le 1er juillet 1913 : application de la Convention de Londres[3].
- 1925 : Le physicien anglais Edward Appleton met en évidence par expérience la présence des couches imaginées par Oliver Heaviside et Arthur Kennelly. Ces couches prennent le nom de couche d'Appleton puis de couche de l'ionosphère. Peu après, les physiciens américains Gregory Breit et Merle Antony Tuve mesurent la hauteur des couches de l'ionosphère à l'aide d'un émetteur d'impulsions radioélectriques.
- La conférence de Washington de 1927 prend en compte les découvertes radio et en modifie profondément les bandes. De nouveaux partages du spectre des bandes des fréquences entre les différentes applications services sont créés dès 1927[4]. Création du Comité consultatif international des radiocommunications (CCIR).
- Puis tous les 3 ou 4 ans, l’UIT-R organise une Conférence mondiale des radiocommunications (CMR ou WRC en anglais) pour mettre à jour le RR (Règlement des radiocommunications) et, en particulier, le plan de fréquences (article S5 du RR)[5].

## Bande kilométrique

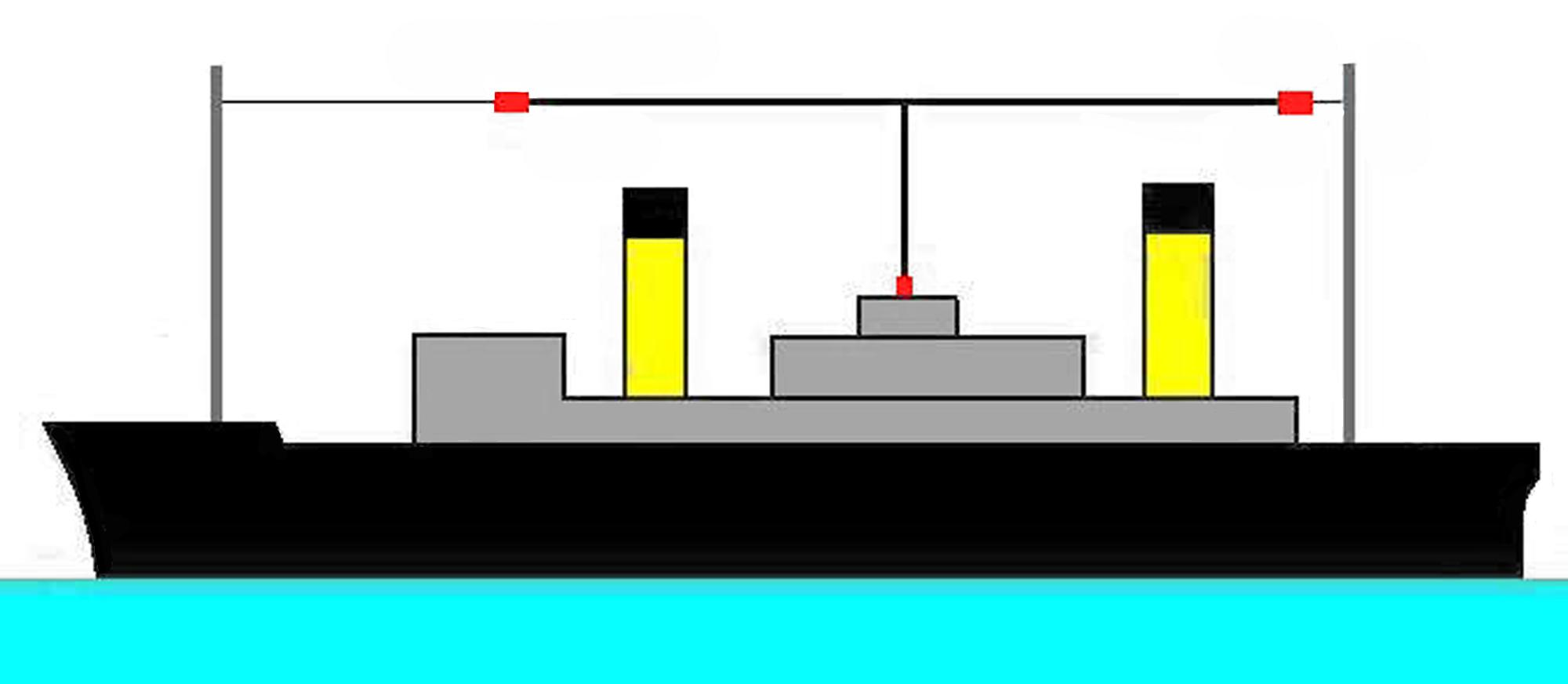
Antenne en T soutenue entre des pylônes par des isolateurs.

Appelée aussi Grandes ondes.

### Bande des 2200 mètres
- La bande des 2 200 mètres transocéanique pour les grands paquebots a été utilisée plusieurs années pour dégager la bande des 600 mètres. La fréquence des appels internationaux dans la bande de 100 kHz à 160 kHz est de 143 kHz à l'aide d'émission A1A ou J2A[6]. Quand une station de navire dans la bande de 100 kHz à 160 kHz désire communiquer avec une station côtière, il doit appeler sur la fréquence 143 kHz à moins que la Liste internationale des stations côtières en dispose autrement. Les stations côtières doivent répondre de leur fréquence normale de travail dans cette bande. Seuls les appels individuels, les réponses à ces appels, et la transmission de signaux préparatoires au trafic peuvent être transmises sur 143 kHz.
- Le trafic radiotélégraphie est retransféré sur 500 kHz de la bande des 600 mètres.

| Fréquences en kHz | Utilisations et modes                                                                                           |
| ----------------- | --- |
| 137.8 à 140       | Service maritime en radiotélégraphie, société, interphone, Decca. en Digimodes/CW/AM/FM                         |
| 143               | Fréquence d’appel maritime en radiotélégraphie longueur d'onde 2 100 mètres en CW                               |
| 146 à 147.3       | Service maritime en radiotélégraphie, société, interphone, Decca. en Digimodes/CW/AM/FM                         |
| 147.3             | Hamburg Météo DDH 47 (ITA2 50 Baud) en Digimodes                                                                |
| 147.3 à 148.5     | Service maritime en radiotélégraphie, société, interphone, Decca. en Digimodes/CW/AM/FM                         |
| 148.5 à 158       | Service maritime en radiotélégraphie, radio microphones maxi 10 mW, bande des 2 027 mètres à 2 000 mètres en AM |

### La propagation sur la bande2 200 mètres

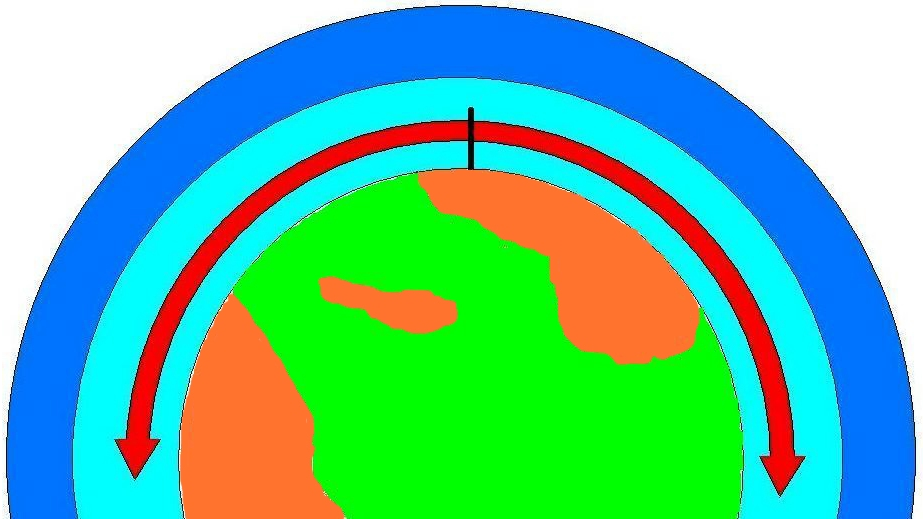
La propagation par l'onde de sol sur la surface de la Terre.

L'onde de sol voyage à la surface de la Terre (entre le sol et la couche ionisée D de l’atmosphère). L'onde de cette bande se propage régulièrement le jour et avec un renforcement la nuit. 
L'atténuation de l’énergie de l’onde de sol est en fonction du carré de la distance, sans tenir compte de la courbure de la terre sur une base kilomètres/watts.
Sur cette bande, la portée d'exploitation des paquebots était de 3 000 km.

## Bande hectométrique
Appelée aussi Bande MF (moyenne fréquence) ou Petites ondes. 

### Radiophares RTCM104/DGPS
| Fréquences en kHz | Utilisations et modes                                                                                           |
| ----------------- | --- |
| 283.5 à 325       | RTCM104/DGPS avec 1 212,6 GHz; Radiophares en CW/Digimodes (partagée avec localisation et positions des orages) |

### Bande des 600 mètres
| Fréquences en kHz | Utilisations et modes |
| ----------------- | --- |
| 410               | Fréquence normale de radiogoniométrie en radiotélégraphie (positions des navires) en CW                                                             |
| 415 à 423         | Radiophares, service maritime, société, armée, mobile en radiotélégraphie avec 415 à 495 en CW/Digimodes                                            |
| 424               | Navtex en Japonais: navigation, météorologie, glaces, pilotage, urgence, détresse, avurnav. en Digimodes                                            |
| 425 à 440         | Radiophares, service maritime, société, armée, mobile en radiotélégraphie avec 415 à 495 en CW/Digimodes                                            |
| 440               | Essai balise radioamateur en CW |
| 440 à 453.5       | Radiophares, service maritime, société, armée, mobile en radiotélégraphie avec 415 à 495 en CW/Digimodes                                            |
| 454               | Fréquence de travail navire à navire en radiotélégraphie P maxi 400W en CW                                                                          |
| 455.5             | Fréquence d’appel sélectif numérique utilisée par la côte vers navire en Digimodes                                                                  |
| 457               | Système international de recherche rapide de victime d’avalanche                                                                                    |
| 458               | Fréquence de travail navire à navire en radiotélégraphie en Afrique et en Europe P maxi 400W en CW                                                  |
| 458.5             | Fréquence d’appel sélectif numérique utilisée par les navires vers les stations côtières en Digimodes                                               |
| 459 à 467.5       | Service maritime, société, armée, mobile en radiotélégraphie avec 415 à 495 en CW/Digimodes                                                         |
| 468               | Fréquence de travail navire à navire en radiotélégraphie P maxi 400W en CW                                                                          |
| 468.5 à 472       | Service maritime, armée en radiotélégraphie avec 415 à 495 en CW/Digimodes                                                                          |
| 472 à 479 kHz     | Radioamateurs en radiotélégraphie bande des 630 mètres. Service maritime, société, armée, mobile en radiotélégraphie avec 415 à 495 en CW/Digimodes |
| 480               | Fréquence de travail navire à navire en radiotélégraphie P maxi 400W en CW                                                                          |
| 480.5 à 489       | Service maritime, armée en radiotélégraphie avec 415 à 495 en CW/Digimodes                                                                          |
| 490               | Navtex (langue nationale) : météorologie, glaces, avurnav et renseignements urgents en Digimodes                                                    |
| 500 kHz           | Fréquence internationale de détresse en radiotélégraphie et d’appel aux heures de H + 18 à 44 et de H + 48 à 14en CW                                |
| 501 à 510         | Radioamateurs en radiotélégraphie bande des 600 mètres, (sauf en France) avec 100mW PAR en CW                                                       |
| 512               | Fréquence internationale d’appel (en cas de trafic de détresse sur 500 kHz) en CW                                                                   |
| 513 à 517         | Service maritime côtier en radiotélégraphie avec 415 à 495 en CW/Digimodes                                                                          |
| 518               | Navtex en anglais : navigation, météorologie, glaces, pilotage, urgence, détresse, avurnav. en Digimodes                                            |
| 519 à 526.5       | Service maritime côtier en radiotélégraphie avec 415 à 495 en CW/Digimodes                                                                          |

### La propagation sur la bande 415 à495kHz
La propagation sur la bande 415 à 495 kHz se produit par deux mécanismes entièrement distincts et différents: 
- L'onde de sol avec une portée d'exploitation jusqu'à 1 000 km sur la bande 415 à 495 kHz.
- L'onde d’espace de nuit.

#### Onde de sol

La propagation par l'onde de sol sur la surface de la Terre.

Les ondes de sol comme leur nom l’indique, voyagent à la surface de la Terre (entre le sol et la couche ionisée D de l’atmosphère). L'onde se propage régulièrement le jour et avec un renforcement la nuit. 
L'atténuation de l’énergie de l’onde de sol est fonction du carré de la distance, sans tenir compte de la courbure de la terre sur une base kilomètres/watts .

#### Onde d’espace

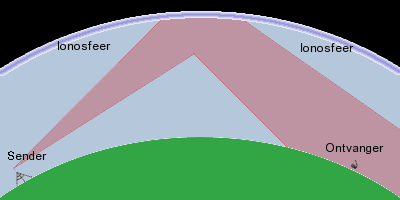
La propagation par onde réfléchie entre ciel et terre.

- Dans la journée, l’onde d’espace du signal est totalement absorbée par la partie basse de l’ionosphère et une réception stable des stations s’établit par onde de sol.
- Quand l’absorption de l’onde d’espace commence à disparaître aux environs du crépuscule, un taux significatif de l’onde d’espace commence à revenir sur la mer (ou le sol). Aux endroits où l'onde de sol et l'onde d’espace sont présentes, c'est la zone de fading. L’interférence de ces deux signaux produit une distorsion et un fading sévère à la réception: instables en amplitude et en phase, qui peut être régulier, irrégulier, lent, rapide, sélectif ou déformant.
- On rencontre en partant de l’émetteur une zone de réception par onde de sol, une zone de réception indirecte, une zone de silence, une zone de réception indirecte, une zone de silence et ainsi de suite. L’énergie radio fréquence est réfléchie par les couches de l'ionosphère. Ces réflexions successives entre le sol et les couches de l'ionosphère permettent des liaisons radiotélégraphiques continentales nocturnes.
- Ainsi des stations dans la bande 415 à 495 kHz reçues avec un signal clair et puissant le jour, développent un fading prononcé et caractéristique à partir du crépuscule.

### Bande 1,605 MHz à 4 MHz

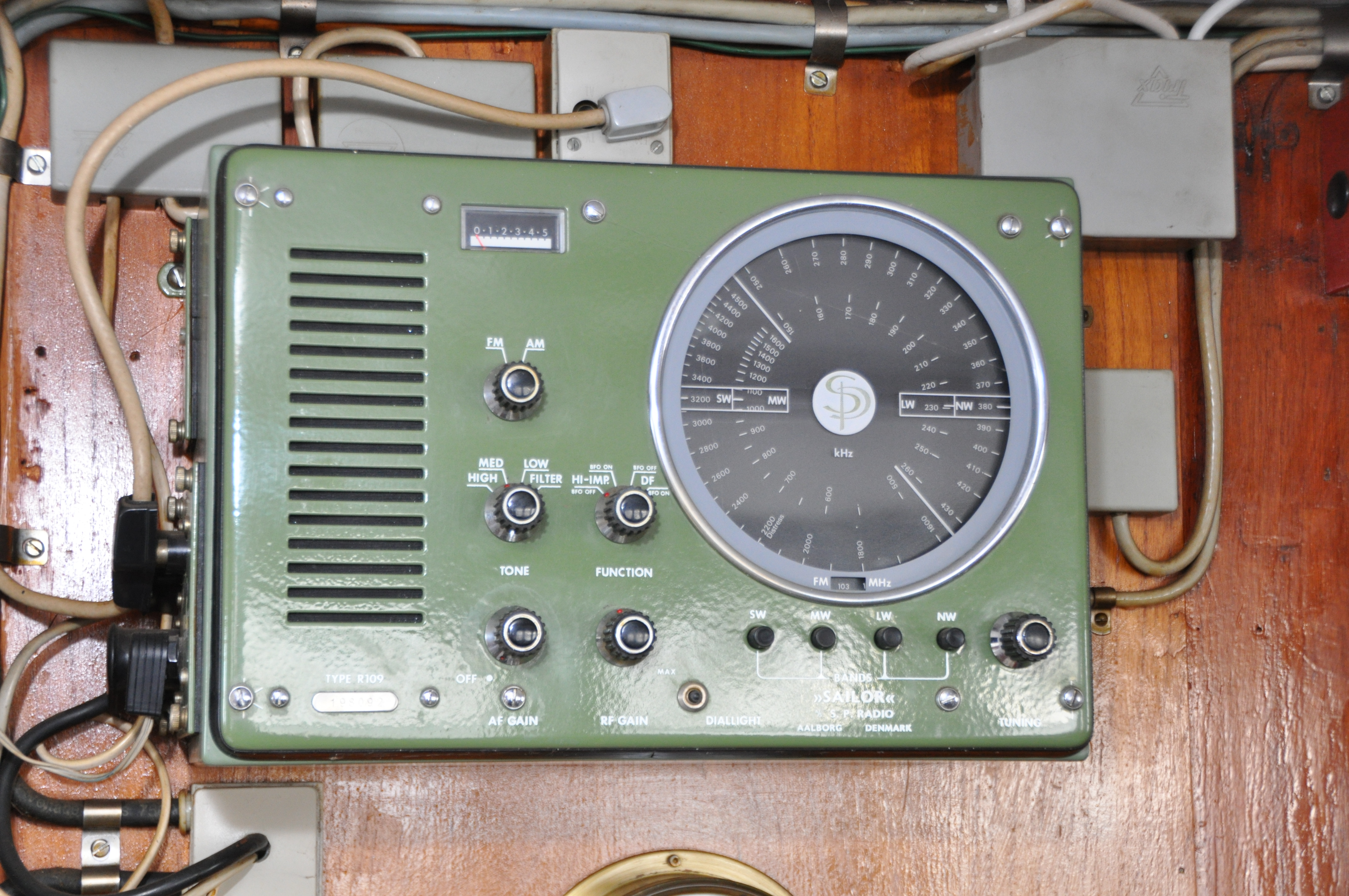
Récepteur radio marine de navire

- Cette bande hectométrique est partagée entre plusieurs services à droits égaux.

- Les bandes hectométrique et décamétrique sont définies par rapport à l’exploitation [13]. Pour le technicien, il est évident que la limite se situe à 3 MHz et non à 4 MHz.
- La fréquence hectométrique 2 182 kHz est employée par les stations de navire et d'aéronef faisant usage des bandes autorisées comprises entre 1 605 kHz et 4 000 kHz
- Ce tableau intègre des spécificités propres aux navires de France.

| Fréquences en kHz | Utilisations et modes                                                                                                   |
| ----------------- | --- |
| 1 607 à 1 625     | Service maritime côtier, organisation diverse, société, armée en Digimodes et (radiodiffusion pirate en AM)             |
| 1 625 à 1 630     | Évaluation de la position d’un transmetteur à des fins de localisation                                                  |
| 1 630             | Société Dassault Sercel Navigation-Positionnement, P maxi 50 W                                                          |
| 1 630 à 1 635     | Évaluation de la position d’un transmetteur à des fins de localisation                                                  |
| 1 638             | Service maritime côtier en faible puissance en USB                                                                      |
| 1 641             | Niton Radio Britannique (Météo avis sur 2 182 kHz) 1 kW en USB                                                          |
| 1 644             | Arrecife Las Palmas Radio (Canaries) météo avis sur 2 182 kHz 1 kW en USB                                               |
| 1 647             | Service maritime côtier en faible puissance en USB                                                                      |
| 1 650             | CROSS : Météo marine en Manche et Atlantique à 8h15, 20h15 plus Mer du Nord 20h15, 20h33; locale en USB                 |
| 1 653             | Service maritime côtier en faible puissance en USB                                                                      |
| 1 656             | Chipiona Radio Espagnole (Météo avis sur 2 182 kHz) 1 kW en USB                                                         |
| 1 659             | Jersey Radio ; Météo à (6h45, 7h45, 8h45 + 1h l’été); 12h45, 18h45 et 22h45 UTC P: 20 W en USB                          |
| 1 662             | Port de Saint Péter de Jersey en USB                                                                                    |
| 1 665             | Ostende Radio, (navires sur 2090) 5 kW en USB                                                                           |
| 1 668             | Genova Radio Italie 1 kW en USB                                                                                         |
| 1 671             | Criée et Saint Guénolé Radio Vacation Pêche de 9h50 à 11h30 (heure locale) navires sur 2096 en USB                      |
| 1 674             | Service maritime côtier, organisation diverse, société, armée en USB                                                    |
| 1 677             | Cabo Peñas Radio Espagnole (météo avis sur 2 182 kHz) P maxi 1 kW en USB                                                |
| 1 680 à 1 683     | Service maritime côtier, organisation diverse, société, armée en USB                                                    |
| 1 686             | BizerteRadio Tunisie: 400 W en USB                                                                                      |
| 1 689             | Las Palmas Radio (Canaries) météo avis sur 2 182 kHz 1 kW en USB                                                        |
| 1 692             | Service maritime côtier, organisation diverse, société, armée en USB                                                    |
| 1 695             | Mahdia Radio Tunisie 400 W en USB                                                                                       |
| 1 696             | CROSS : Météo marine en Méditerranée à 6h50, 14h33, 18h50 Locale P: 0.5 à 2 kW en USB                                   |
| 1 698             | La Coruña Radio Espagnole (météo avis sur 2 182 kHz) 1 kW en USB                                                        |
| 1 699 à 1 702     | Service maritime côtier, organisation diverse, société, armée en USB                                                    |
| 1 704             | Tarifa Radio Espagnole (Météo avis sur 2 182 kHz) 1 kW en USB                                                           |
| 1 707             | Machichaco Radio Espagnole (météo avis sur 2 182 kHz) P:1 kW en USB                                                     |
| 1 710 à 1 732     | Service maritime côtier, organisation diverse, société, armée en USB                                                    |
| 1 735             | Oran Radio Algérie (météo avis sur 2 182 kHz) 1 kW en USB                                                               |
| 1 738 à 1 740     | Service maritime côtier, organisation diverse, société, armée en USB                                                    |
| 1 743             | Safi Radio Maroc; Annaba Radio Algérie; La Goulette Port Tunisie (météo avis sur 2 182 kHz) P: 1 kW en USB              |
| 1 746 à 1 752     | Service maritime côtier, organisation diverse, société, armée en USB                                                    |
| 1 755             | Palma Valencia Radio Espagnole et Tunis Radio Tunisie, (navires sur 2167) maxi1 kW en USB                               |
| 1 758 à 1 761     | Service maritime côtier, organisation diverse, société, armée en USB                                                    |
| 1 764             | Finisterre Radio Espagnole (météo avis sur 2 182 kHz) 1 kW en USB                                                       |
| 1 767             | Cabo De Gata Valencia Radio Espagnole et Tunis Radio Tunisie, (navires sur 2167) 1 kW en USB                            |
| 1 770             | Mahdia Radio Tunisie 400 W en USB                                                                                       |
| 1 773 à 1 789     | Service maritime côtier, organisation diverse, société, armée en USB                                                    |
| 1 792             | Alger Radio Télécoms (météo avis sur 2 182 kHz) 1 kW en USB                                                             |
| 1 795 à 1 797     | Service maritime côtier, organisation diverse, société, armée en USB                                                    |
| 1 800 à 1 810     | Radio goniométrie, Radiophares (et radioamateur sauf en Afrique et en Europe en CW)                                     |
| 1 810 à 1 813     | Radioamateurs en radiotélégraphie, Bande des 160 mètres en CW                                                           |
| 1 813             | Dakar Radio Sénégal, Cotonou Radio Bénin 10h03 et 16h03 P: 50W et Ostende Radio 1 kW en USB                             |
| 1 813 à 1 820     | Radioamateurs en radiotélégraphie, Bande des 160 mètres en CW                                                           |
| 1 820             | Tunis Radio Tunisie (P: 1 kW) météo avis sur 2 182 kHz (navires sur 2167) et Ostende Radio P: 5 kW en USB               |
| 1 820 à 1 836     | Radioamateurs en radiotélégraphie, Bande des 160 mètres en CW                                                           |
| 1 836             | Fréquence internationale d’appel en radiotélégraphie (radioamateurs) en CW                                              |
| 1 836 à 1 838     | Radioamateurs en radiotélégraphie, Bande des 160 mètres en CW                                                           |
| 1 838 à 1 840     | Radioamateurs, Bande des 160 mètres; essai spéléologie et essai télécommunications par le sol en CW/Digimodes           |
| 1 840 à 1 843     | Radioamateurs, Bande des 160 mètres; essai spéléologie et essai télécommunications par le sol en Digimodes              |
| 1 843 à 1 850     | Radioamateurs, Bande des 160 mètres; essai spéléologie et essai télécommunications par le sol en LSB                    |
| 1 851 à 1 966     | Stations côtières maritimes (et radioamateur sauf en Afrique et en Europe) en USB                                       |
| 1 869             | Yarmouth MRSC météo avis sur 2 182 kHz (et radioamateur sauf en Afrique et en Europe) en USB                            |
| 1 872 à 1 878     | Stations côtières maritimes (et radioamateur sauf en Afrique et en Europe) en USB                                       |
| 1 881             | Nouadhibou Radio Mauritanie météo avis sur 2 182 kHz P: 400 W en USB                                                    |
| 1 884 à 1 908     | Stations côtières maritimes (et radioamateur sauf en Afrique et en Europe) en USB                                       |
| 1 911             | Annaba Radio Algérie, Tanger Radio Maroc et Agadir Radio Maroc météo avis sur 2 182 kHz 1 kW en USB                     |
| 1 814 à 1 950     | Stations côtières maritimes (et radioamateur sauf en Afrique et en Europe) en USB                                       |
| 1 950 à 2 000     | Service maritime (et radioamateur sauf en Afrique et en Europe) en USB                                                  |
| 2 000 à 2 022     | Service maritime en USB                                                                                                 |
| 2 025 à 2 042     | Service maritime mobile à côte, Météorologique Nationale P maxi 400W en USB/Digimodes/CW                                |
| 2 045             | Fréquence de travail navires en voyages internationaux à côtes d’Europe et Afrique P maxi 400W en USB                   |
| 2 048             | Fréquence de travail navires à navires en voyages internationaux P maxi 400W en USB                                     |
| 2 051             | Service maritime mobile international P maxi 400W en USB                                                                |
| 2 054             | Service maritime mobile international P maxi 400W en USB                                                                |
| 2 057             | Service maritime mobile international P maxi 400W en USB                                                                |
| 2 060 à 2 086     | Service maritime mobile à côte P maxi 400W en USB                                                                       |
| 2 090             | Service maritime mobile à côte d’Europe en P maxi 400W USB                                                              |
| 2 091             | Fréquence de détresse et d’appel en radiotélégraphie dans la zone de convergence intertropicale en CW                   |
| 2 093             | Service maritime mobile à côte en P maxi 400W USB                                                                       |
| 2 096             | Navire vers Radio Vacation Pêche P maxi 400W en USB                                                                     |
| 2 099 à 2 160     | Service maritime mobile à Côte P maxi 400W en USB                                                                       |
| 2 160 à 2 170     | Évaluation de la position d’un transmetteur à des fins de localisation.                                                 |
| 2 170,5           | Fréquence internationale d’appel Sélectif Numérique pour les maritimes côtiers P maxi 400 W en Digimodes                |
| 2 174,5           | Impression Directe à Bande Étroite de détresses et sécurité en radiotélex                                               |
| 2 177             | Fréquence internationale d’appel Sélectif Numérique, station côtière a navire, navire à navire en Digimodes             |
| 2 182             | Fréquence internationale de détresse et d’appel en radiotéléphonie aux heures H + 03 à 29 et de H + 33 à 59 en USB/AM   |
| 2 187,5           | Fréquence internationale d’appel Sélectif Numérique de détresse et sécurité en Digimodes                                |
| 2 189,5           | Fréquence internationale d’appel Sélectif Numérique navire à station côtière (avec 2 177 kHz) en Digimodes              |
| 2 191             | Fréquence internationale d’appel (en cas de trafic de détresse sur 2 182 kHz) P maxi 400 W en USB                       |
| 2 194             | Service maritime mobile, Maritimes côtiers, Mobile (Sauf avions) en USB/Digimodes/CW                                    |
| 2197.5            | Nouméa Radio Nouvelle-Calédonie (météo avis sur 2 182 kHz) P: 1 kW en USB                                               |
| 2 200 à 2 207     | Service maritime mobile, Maritimes côtiers, Mobile (Sauf avions) en USB/Digimodes/CW                                    |
| 2 210             | Bizerte Radio Tunisie P maxi 400 W en USB                                                                               |
| 2 213 à 2 223     | Service maritime mobile, Organisation divers, Mobile (Sauf avions) en USB/Digimodes/CW                                  |
| 2 226             | Falmouth MRCC Anglais météo avis sur 2 182 kHz en USB                                                                   |
| 2 229 à 2 261     | Service maritime mobile, Organisation divers, Mobile (Sauf avions) en USB/Digimodes/CW                                  |
| 2 264             | Navire à navire en pêche côtière (moins 4 jours de mer) P maxi 400W en USB                                              |
| 2 267 à 2 273     | Service maritime mobile, Organisation divers, Mobile (Sauf avions) en USB/Digimodes/CW                                  |
| 2 276             | Navire à navire en grande pêche (hauturière plus de 20 jours de mer) P maxi 400W en USB                                 |
| 2 279 à 2 297     | Service maritime mobile, Organisation divers, Mobile (Sauf avions) en USB/Digimodes/CW                                  |
| 2 300             | Navire à navire en pêche côtière (moins 4 jours de mer) P maxi 400W en USB                                              |
| 2 303 à 2 318     | Maritime mobile, Organisation divers (Sauf avions) Radiodiffusion 120 M en USB/AM/Digimodes/CW                          |
| 2 321             | Fréquence de travail maritime mobile de commerce ou de plaisance maxi 400W en USB                                       |
| 2 324             | Maritime mobile entre eux, Radiodiffusion 120 M en USB/AM/Digimodes                                                     |
| 2 327             | Navire à navire en pêche côtière (moins 4 jours de mer) P maxi 400W en USB                                              |
| 2 330             | Maritime mobile entre eux, Radiodiffusion 120 M en USB/AM/Digimodes                                                     |
| 2 333             | Navire à navire en pêche au large (moins de 20 jours de mer) P maxi 400W en USB                                         |
| 2 336 à 2 357     | Maritime mobile entre eux, armée, Radiodiffusion 120 M en USB/AM/Digimodes/CW                                           |
| 2 360             | Navire à navire en pêche côtière (moins 4 jours de mer) P maxi 400W en USB                                              |
| 2 363 à 2 369     | Maritime mobile entre eux, Radiodiffusion 120 M en USB/AM                                                               |
| 2 372             | Navire à navire en grande pêche (hauturière plus de 20 jours de mer) P maxi 400W en USB                                 |
| 2 375 à 2 408     | Maritime mobile entre eux, Radiodiffusion 120 M en USB/AM/Digimodes                                                     |
| 2 411             | Navire à navire en pêche côtière (moins 4 jours de mer) P maxi 400W en USB                                              |
| 2 414 à 2 447     | Maritime mobile entre eux, Radiodiffusion 120 M en USB/AM/Digimodes                                                     |
| 2 450             | Navire à navire en pêche au large (moins de 20 jours de mer) P maxi 400W en USB                                         |
| 2 453             | Navire à navire en pêche côtière (moins 4 jours de mer) P maxi 400W en USB                                              |
| 2 456 à 2 459     | Maritime mobile entre eux, Radiodiffusion 120 M en USB/AM/Digimodes/CW                                                  |
| 2 462             | Navire à navire en pêche au large (moins de 20 jours de mer) P maxi 400W en USB                                         |
| 2 465 à 2 481     | Maritime mobile entre eux, Radiodiffusion 120 M en USB/AM/Digimodes                                                     |
| 2 484             | Ostende Radio Belgique P: 5 kW en USB                                                                                   |
| 2 491             | Navire à navire en pêche côtière (moins 4 jours de mer) P maxi 400W en USB                                              |
| 2 494             | Maritime mobile entre eux, Radiodiffusion 120 M en USB/AM/Digimodes/CW                                                  |
| 2 498 à 2 502     | Émission précise de fréquence et d’horaire exact à des fins scientifiques et d’étalonnage                               |
| 2 502 à 2 505     | Service maritime mobile à côte, organisation diverse, société, armée, mobile en Digimodes                               |
| 2 506             | Saint Thomas Radio Îles Vierges (météo avis sur 2 182 kHz) en USB                                                       |
| 2 508 à 2 513     | Service maritime mobile à côte, organisation diverse, société, armée, mobile en Digimodes                               |
| 2 514             | Garde-côtes CCG Canada (navire sur 2118) en USB                                                                         |
| 2 517 à 2 542     | Service maritime mobile à côte, organisation diverse, société, armée, mobile en Digimodes                               |
| 2 545             | CROSS Antilles, Guyane, Fort de France Radio Martinique (météo avis sur 2 182 kHz) P maxi 1 kW en USB                   |
| 2 548 à 2 579     | Service maritime mobile à côte, organisation diverse, société, armée, mobile en Digimodes                               |
| 2 582             | Garde Côtes CCG Canada rx 01h25 (navires sur 2206) et Saint-Pierre Radio navire sur 2134 en USB                         |
| 2 585 à 2 583     | Stations côtières maritime, organisation diverse, société, armée en USB/Digimodes/CW                                    |
| 2 586             | Casablanca Radio 9h45 et 16h45, Oran Radio Algérie et Dakar Radio Sénégal P: 1 kW en USB                                |
| 2 589 à 2 590     | Stations côtières maritime, organisation diverse, société, armée en USB/Digimodes/CW                                    |
| 2 593             | Québec météo à 0h07, 1h07, 4h37, 8h37, 8h47, 9h07, 19h37, 22h07, 23h17. Agadir Radio Maroc P: 1 kW en USB               |
| 2 596 à 2 595     | Stations côtières maritime, organisation diverse, société, armée en USB/Digimodes/CW                                    |
| 2 598             | Terre Neuve, Québec: météo à 0h07, 4h37; 7h37, 8h07, 8h37, 8h47/18h37, 21h37, 22h07, 23h17. P: 300W en USB              |
| 2 600             | COSRU Saint Denis Radio Réunion (météo avis sur 2 182 kHz) en USB                                                       |
| 2 601 à 2 616     | Stations côtières maritime, organisation diverse, société, armée en USB/Digimodes/CW                                    |
| 2618.5            | Northwood: météo par Radiofacsimilé: vitesse déroulement: 120, indice coopération: 576. P:10 kW en Fax                  |
| 2 620             | Mahina Radio Polynésie Française et météo à 0h33; 2h33; 8h03; 8h33; 12h33; 18h33; 18h45; 21h03; P: 300W en USB          |
| 2 625             | Malte Radio (météo avis sur 2 182 kHz) P: 5 kW en USB                                                                   |
| 2 627 à 2 632     | Stations côtières maritime, Mobile, Radionavigation en Digimodes/USB                                                    |
| 2 635             | Société Dassault Sercel, P maxi 50 W et navire à navire en voyages internationaux sauf en Europe P maxi 400W en USB     |
| 2 638             | Fréquence de travail navire à navire en voyages internationaux sauf en Europe P maxi 400W en USB                        |
| 2 641 à 2 649     | Stations côtiers maritimes, Mobile, Radionavigation en USB                                                              |
| 2 652 à 2 654     | Stations côtiers maritimes, organisation diverse, société, armée en USB/Digimodes                                       |
| 2 657             | Porto Santo Radio (Madère Portugal) et Horta Radio (Açores) météo avis sur 2 182 kHz P: 100 W en USB                    |
| 2 660             | Stations côtiers maritimes, organisation diverse, société, armée en USB/Digimodes                                       |
| 2 663             | Casablanca Radio Maroc, Dzaoudzi Radio Mayotte P: 1 kW en USB                                                           |
| 2 666 à 2 667     | Stations côtiers maritimes, organisation diverse, société, armée en USB/Digimodes                                       |
| 2 670             | Tunis Radio P: 1 kW, Landí s Ens Radio, Porto Rico USA (météo avis sur 2 182 kHz) en USB                                |
| 2 674             | Stations côtiers maritimes, organisation diverse, société, armée en USB/Digimodes                                       |
| 2 677             | CROSS : répétition après la météo marine sur 1650 et 1696, autorité maritime P: 0.5 à 2 kW en USB                       |
| 2 680 à 2 688     | Stations côtières maritime, organisation diverse, société, armée en USB/Digimodes                                       |
| 2 691             | Alger Radio Télécoms météo à 09h18 et à 21h18 P: 1 kW en USB                                                            |
| 2 694 à 2 713     | Stations côtières maritime, organisation diverse, société, armée en USB/Digimodes                                       |
| 2 716             | Fréquence d’opération de secours, CROSS, autorité maritime P maxi 2 kW en USB                                           |
| 2 719             | Oran Radio Algérie (météo avis sur 2 182 kHz) P: 1 kW en USB                                                            |
| 2 722 à 2 738     | Stations côtières maritime, gendarmeries, organisation diverse, société, armée en USB/Digimodes                         |
| 2 738             | Port au Prince Radio Haïti P: 70w en AM                                                                                 |
| 2 738 à 2 746     | Stations côtières maritime, gendarmeries, organisation diverse, société, armée en USB/Digimodes                         |
| 2 749             | Québec: météo à 0h40,1h40, 4h37; 7h40, 8h47; 14h07; 14h40, 20h40, 21h10, 23h17. P: 150W en USB                          |
| 2 752 à 2 758     | Stations côtières maritime, gendarmeries, organisation diverse, société, armée en USB/Digimodes                         |
| 2 761             | Oostende radio Télécoms (Météo marine en Mer du Nord et glaces, icebergs) P: 5 kW en USB                                |
| 2 763             | Fréquence d’opération de secours, CROSS Méditerranée en USB                                                             |
| 2 764 à 2 772     | Stations côtières maritime, gendarmeries, organisation diverse, société, armée en USB/Digimodes                         |
| 2 775             | Annaba Radio Algérie (météo avis sur 2 182 kHz) P: 1 kW en USB                                                          |
| 2 778 à 2 850     | Stations côtières maritime, gendarmeries, organisation diverse, société, armée en USB/Digimodes                         |
| 2 854             | Aéronautique Ghardaia Algérie en USB                                                                                    |
| 2 857             | Service aéronautique et renseignement météo en vol en USB/Digimodes                                                     |
| 2 860             | Renseignement météo en vol pour l’Afrique en USB                                                                        |
| 2 863             | Renseignement météo en vol pour la zone Pacifique en USB                                                                |
| 2 866 à 2 875     | Service aéronautique et renseignement météo en vol en USB/Digimodes                                                     |
| 2 878             | Aéronautique Afrique en USB                                                                                             |
| 2 881             | Renseignement météo en vol pour l’Amérique du Sud en USB                                                                |
| 2 884 à 2 902     | Service aéronautique et renseignement météo en vol en USB/Digimodes                                                     |
| 2 905             | Renseignement météo en vol pour l’Amérique du Nord-Est en USB                                                           |
| 2 908 à 2 953     | Renseignement météo en vol pour l’Amérique du centre en USB                                                             |
| 2 956             | Renseignement météo en vol pour la zone centre de l’Asie en USB                                                         |
| 2 959 à 2 962     | Service aéronautique et renseignement météo en vol en USB/Digimodes                                                     |
| 2 965             | Contrôle espace aéronautique régionale et nationale en USB                                                              |
| 2 968 à 3 020     | Service aéronautique et renseignement météo en vol en USB/Digimodes                                                     |
| 3 023             | Fréquence internationale d’opération de secours, interconnexion maritime à aéronef en USB                               |
| 3 026 à 3 048     | Service aéronautique. Service maritime mobile en USB/Digimodes                                                          |
| 3 051             | Fréquence d’opération de secours Atlantique, Manche, Mer du Nord en USB                                                 |
| 3 054 à 3 098     | Service aéronautique, Service maritime mobile, chalutiers en USB/Digimodes                                              |
| 3 101             | Aéronavale Brest/Loperhet CCMAR Atlantique en USB                                                                       |
| 3 104 à 3 134     | Service aéronautique, Service maritime mobile, chalutiers en USB/Digimodes                                              |
| 3 137             | Opération de secours en USB                                                                                             |
| 3 140 à 3 155     | Service aéronautique, Service maritime mobile, chalutiers en USB/Digimodes                                              |
| 3 155             | Systèmes de correction auditive sans fil pour les malentendants                                                         |
| 3 155 à 3 162     | Systèmes pour les malentendants, service maritime mobile à côte en Digimodes                                            |
| 3 165             | North Post Radio Trinité-et-Tobago (météo avis sur 2 182 kHz) en USB                                                    |
| 3 168 à 3 200     | Systèmes pour les malentendants, service maritime mobile à côte en Digimodes                                            |
| 3 200 à 3 330     | Navires, chalutiers, organisation diverse, gendarmeries, société, armée, Radiodiffusion 90 M en USB/AM                  |
| 3 330             | CHU, émission précise d’horaire exact à des fins d’étalonnage 3 kW en AM                                                |
| 3 330 à 3 337     | Maritime mobile entre eux, chalutiers, Organisation divers, Mobile, Radiodiffusion 90 M en USB/AM                       |
| 3 340             | Navire à navire en pêche au large (moins de 20 jours de mer) P maxi 400W en USB                                         |
| 3 343 à 3 361     | Maritime mobile entre eux, chalutiers, Organisation divers, Mobile, Radiodiffusion 90 M en USB/AM                       |
| 3 364             | Navire à navire en pêche au large (moins de 20 jours de mer) P maxi 400W en USB                                         |
| 3 367             | Maritime mobile entre eux, Organisation divers, Mobile, Radiodiffusion 90 M en USB/AM                                   |
| 3 370             | Navire à navire en grande pêche (hauturière plus de 20 jours de mer) P maxi 400W en USB                                 |
| 3 373 à 3 384     | Maritime mobile entre eux, chalutiers, Organisation divers, Mobile, Radiodiffusion 90 M en USB/AM                       |
| 3 387             | Navire à navire en grande pêche (hauturière plus de 20 jours de mer) P maxi 400W en USB                                 |
| 3 390 à 3 397     | Maritime mobile entre eux, chalutiers, Organisation divers, Mobile, Radiodiffusion 90 M en USB/AM                       |
| 3 400             | Systèmes de correction auditive sans fil pour les malentendants                                                         |
| 3 401             | Service aéronautique et renseignement météo en vol en USB/Digimodes                                                     |
| 3 404             | Renseignement météo en vol pour l’Afrique en USB                                                                        |
| 3 407             | Aéronautique Météo Algérie en USB                                                                                       |
| 3 410             | Service aéronautique et renseignement météo en vol en USB/Digimodes                                                     |
| 3 413             | Shannon radio (le matin la nuit), renseignement météo en vol, 5 kW en USB                                               |
| 3 416             | Mobile, Service aéronautique et renseignement météo en vol en USB/Digimodes et (pirates en LSB)                         |
| 3 419             | Aéronautique Afrique NORD Alger / Tripoli en USB                                                                        |
| 3 422 à 3 449     | Mobile, Service aéronautique et renseignement météo en vol en USB/Digimodes et (pirates en LSB)                         |
| 3 450             | (Fréquence entre radio-pirates en LSB)                                                                                  |
| 3 452             | Aéronautique Atlantique Sud, Arabie et Russie en USB                                                                    |
| 3 455             | Aéronautique Zaïre, Russie et pacifique en USB (pirates en LSB)                                                         |
| 3 458             | Renseignement météo en vol pour la zone Pacifique ouest, Asie, Australie en USB                                         |
| 3 460             | (Fréquence d’appel entre radio-pirates en LSB)                                                                          |
| 3 461             | Renseignement météo en vol pour la zone Pacifique nord et l’est de l’Asie en USB                                        |
| 3 464             | Mobile, Service aéronautique et renseignement météo en vol en USB/Digimodes                                             |
| 3 465             | (Fréquence entre radio-pirates en LSB)                                                                                  |
| 3 467             | Aéronautique Afrique, Canada et Météo Tahiti en USB                                                                     |
| 3 470 à 3 476     | Mobile, Service aéronautique et renseignement météo en vol en USB/Digimodes et (pirates en LSB)                         |
| 3 479             | Contrôle des lignes aériennes internationales au-dessus de l’Europe en USB                                              |
| 3 482             | Mobile, Service aéronautique et renseignement météo en vol en USB/Digimodes et (pirates en LSB)                         |
| 3 485             | New York radio (la nuit), renseignement météo en vol en USB                                                             |
| 3 488             | Mobile, Service aéronautique et renseignement météo en vol en USB/Digimodes et (pirates en LSB)                         |
| 3 491             | Contrôle espace aéronautique régionale et nationale en USB                                                              |
| 3 494 à 3 500     | Mobile, Service aéronautique et renseignement météo en vol en USB/Digimodes et (pirates en LSB)                         |
| 3 500 à 3 503     | Radioamateurs liaison intercontinentales en radiotélégraphie, armée, société, mobile en USB/CW/Digimodes                |
| 3 503             | Navire à navire en grande pêche (hauturière plus de 20 jours de mer) P maxi 400 W en USB                                |
| 3 503 à 3 509     | Maritime, pêche. Radioamateurs liaison intercontinentales en télégraphie, armée, en USB/CW/Digimodes                    |
| 3 509             | Navire à navire en pêche au large (moins de 20 jours de mer) P maxi 400 W en USB                                        |
| 3 509 à 3 510     | Radioamateurs liaison intercontinentales en télégraphie, armée, organisation diverse en USB/CW/Digimodes                |
| 3 510 à 3 512     | Radioamateurs Bande des 80 mètres, armée, société, organisation diverse en USB/CW/Digimodes                             |
| 3 512             | Fréquence de travail maritime mobile de commerce ou de plaisance P maxi 400W en USB                                     |
| 3 512 à 3 515     | Radioamateurs Bande des 80 mètres, armée, société, organisation diverse en USB/CW/Digimodes                             |
| 3 515             | Navire à navire en grande pêche (hauturière plus de 20 jours de mer) P maxi 400 W en USB                                |
| 3 515 à 3 530     | Maritime mobile, Radioamateurs Bande des 80 mètres, armée, gendarmerie, société en USB/CW/Digimodes                     |
| 3 530             | Fréquence préférentielles pour le trafic IOTA en radiotélégraphie en CW et canal maritime mobile P maxi 400W en USB     |
| 3 530 à 3 533     | Radioamateurs Bande des 80 mètres, armée, gendarmerie, société en USB/CW/Digimodes                                      |
| 3 533             | Navire à navire en grande pêche (hauturière plus de 20 jours de mer) et antipollution en USB                            |
| 3 533 à 3 539     | Radioamateurs Bande des 80 mètres, armée, gendarmerie, société, organisation diverse en USB/CW/Digimodes                |
| 3 539             | Navire à navire en pêche au large (moins de 20 jours de mer) P maxi 400 W en USB                                        |
| 3 539 à 3 550     | Maritime mobile. Radioamateurs Bande des 80 mètres, armée, gendarmerie, société en USB/CW/Digimodes                     |
| 3 550             | Fréquence d’appel en radiotélégraphie (radioamateurs) en CW et en France: matin radioamateurs en AM                     |
| 3 551             | Navire à navire en grande pêche (hauturière plus de 20 jours de mer) P maxi 400 W en USB                                |
| 3 551 à 3 555     | Maritime mobile. Radioamateurs Bande des 80 mètres, armée, gendarmerie, société en USB/CW/Digimodes                     |
| 3 555             | Radioamateurs en télégraphie lente, Bande des 80 mètres en CW                                                           |
| 3 555 à 3 560     | Maritime mobile. Radioamateurs Bande des 80 mètres, armée, gendarmerie, société en USB/CW/Digimodes                     |
| 3 560             | Radioamateurs en radiotélégraphie en faible puissance, Bande des 80 mètres en CW                                        |
| 3 560 à 3 579     | Maritime mobile. Radioamateurs Bande des 80 mètres, armée, gendarmerie, société en USB/CW/Digimodes                     |
| 3 579             | DKØWCY: prévision de propagation, information activité solaire, aurore, divers... P:30 W en Digimodes/CW                |
| 3 579 à 3 580     | Maritime mobile. Radioamateurs Bande des 80 mètres, armée, gendarmerie, société en USB/CW/Digimodes                     |
| 3 580 à 3 590     | Maritime mobile. Radioamateurs en digimodes automatiques, armée, gendarmerie, société en USB/CW/Digimodes               |
| 3 590             | Canal scouts en radiotélégraphie bande des Bande des 80 mètres, en CW                                                   |
| 3 590 à 3 600     | Maritime mobile, Radioamateurs en Digimodes, armée, gendarmerie, société en USB/CW/Digimodes                            |
| 3 600 à 3 632     | Maritime côtier, Radioamateurs Bande des 80 mètres, société, armée, gendarmerie, organisation en LSB/USB/CW/Digimodes   |
| 3 632             | Canal : sécurité civile en LSB/USB/Digimodes                                                                            |
| 3 632 à 3647,5    | Maritime côtier. Radioamateurs Bande des 80 mètres, société, armée, gendarmerie, organisation en LSB/USB/CW/Digimodes   |
| 3647,5            | Balises en radiotélégraphie très lente en faible puissance, P: 1µW, bande des 80 mètres en CW                           |
| 3647,5 à 3 673    | Maritime côtier. Radioamateurs Bande des 80 mètres, société, armée, gendarmerie, organisation en LSB/USB/CW/Digimodes   |
| 3 673             | Ijmuiden Radio Netherlands (Pays-Bas) météo avis sur 2 182 kHz en USB                                                   |
| 3 673 à 3 682     | Maritime côtier. Radioamateurs Bande des 80 mètres, société, armée, gendarmerie, organisation en LSB/USB/CW/Digimodes   |
| 3 682             | Canal : sécurité civile en LSB/USB/Digimodes                                                                            |
| 3 682 à 3 690     | Maritime côtier. Radioamateurs 80M, société, armée, gendarmerie, organisation en LSB/USB/CW/Digimodes                   |
| 3 690             | Fréquence internationale d’appel en radiotéléphonie en faible puissance en LSB                                          |
| 3 690 à 3 700     | Maritime côtier. Radioamateurs Bande des 80 mètres, société, armée, gendarmerie, organisation en LSB/USB/CW/Digimodes   |
| 3 700             | Météo Martinique à 00h03 1er juill. au 31 oct. en USB et Radioamateurs Bande des 80 mètres en LSB                       |
| 3 700 à 3 740     | Maritime côtier, Radioamateurs Bande des 80 mètres, société, armée, gendarmerie, organisation en SSTV/Fax/USB/CW        |
| 3 740             | Canal scouts en LSB |
| 3 740 à 3 755     | Maritime côtier, Radioamateurs Bande des 80 mètres, société, armée, gendarmerie, organisation en LSB/USB/CW/Digimodes   |
| 3 755             | Fréquence préférentielles pour le trafic IOTA en radiotéléphonie, Bande des 80 mètres en LSB                            |
| 3 755 à 3 760     | Maritime côtier, Radioamateurs Bande des 80 mètres, société, armée, gendarmerie, organisation en LSB/USB/CW/Digimodes   |
| 3 760             | Canal « Emergence Center of Activity » Communication d’urgence de catastrophe. Radioamateurs Bande des 80 mètres en LSB |
| 3 760 à 3 775     | Maritime côtier, Radioamateurs Bande des 80 mètres, société, armée, gendarmerie, organisation en LSB/USB/CW/Digimodes   |
| 3 775             | Centres de coordination de sauvetage en USB                                                                             |
| 3 775 à 3 800     | Maritime côtier, radioamateurs en liaisons intercontinentales, société, armée, organisation en LSB/USB                  |
| 3 800 à 3 810     | Télécoms, armée, gendarmerie, société, presse, ambassade, organisation diverse en USB/Digimodes/CW                      |
| 3 810             | Guayaquil, Équateur: émission précise d’horaire exact à des fins d’étalonnage, 1 kW en USB/CW                           |
| 3 810 à 3 880,5   | Télécoms, armée, gendarmerie, société, presse, ambassade, organisation diverse en USB/Digimodes/CW                      |
| 3 881             | Armée (cours de radiotélégraphie semaine à 10h30 et 13h30 1 kW en CW                                                    |
| 3 881,5 à 3 852   | Télécoms, armée, gendarmerie, société, presse, ambassade, organisation diverse en USB/Digimodes/CW                      |
| 3 855             | Offenbach: météo par Radiofacsimilé: vitesse déroulement: 120, indice coopération: 576. P:10 kW en Fax                  |
| 3 858 à 3 900     | Télécoms, armée, gendarmerie, société, presse, ambassade, organisation diverse en USB/Digimodes/CW                      |
| 3 900 à 3 940     | Mobile, chalutier, Service aéronautique, Radiodiffusion bande des 75 mètres en AM/USB/Digimodes                         |
| 3 940             | Canal scouts et scouts marins en USB                                                                                    |
| 3 940 à 3 950     | Mobile, chalutier, Service aéronautique, Radiodiffusion bande des 75 mètres en AM/USB/Digimodes                         |
| 3 950 à 3 960     | Organisation diverse, chalutier, mobile. Radiodiffusion bande des 75 mètres en AM/USB/Digimodes/CW                      |
| 3 965             | Radio France International: météo à 11h 30 UTC, bande des 75 mètres: P:250/500 kW en DRM                                |
| 3 970 à 4 000     | Organisation diverse, chalutier, mobile. Radiodiffusion bande des 75 mètres en AM/USB/Digimodes/CW                      |

### La propagation dans la bande1,605MHzà4MHz
La propagation dans cette bande se produit par trois mécanismes entièrement distincts et différents: 
- L'onde de sol avec une portée d'exploitation 600 km sur bande 1,605 MHz à 4 MHz.
- L'onde d’espace de nuit.
- L'onde d’espace avec un rayonnement quasi vertical en direction du ciel NVIS (pour les communications locales et régionale).

#### Onde de sol

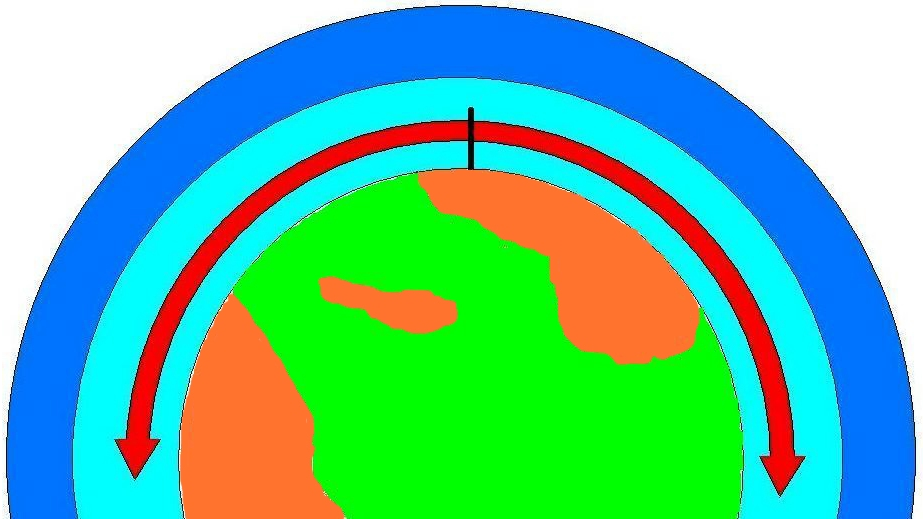
La propagation par l'onde de sol sur la surface de la Terre.

Les ondes de sol comme son nom l’indique, voyagent à la surface de la Terre (entre le sol et la couche ionisée D de l’atmosphère). L'atténuation de l’énergie de l’onde de sol est en fonction du carré de la distance, sans tenir compte de la courbure de la terre sur une base kilomètres/watts. 

Courbes de propagation de l'onde de sol entre 10 kHz et 30 MHz Recommandation P.368-9 (02/07) Approuvée en 2007-02

#### Onde d’espace
- Dans la journée, l’onde d’espace du signal est totalement absorbée par la partie basse de l’ionosphère et une réception stable des stations s’établissent par l'onde de sol.
- Quand l’absorption de l’onde d’espace commence à disparaître aux environs du crépuscule, un taux significatif de l’onde d’espace commence à revenir sur la mer (ou le sol), Aux endroits où l'onde de sol et d’espace sont présentes c'est la zone de fading. L’interférence de ces deux signaux produit une distorsion et un fading sévère à la réception: instables en amplitude et en phase. Qui peut être régulier, irrégulier, lent, rapide, sélectif ou déformant.
- On rencontre en partant de l’émetteur une zone de réception par onde de sol, une zone de réception indirecte, une zone de silence, une zone de réception indirecte, une zone de silence et ainsi de suite. L’énergie radiofréquence est réfléchie par les couches de l'ionosphère. Ces réflexions successives entre le sol et les couches de l'ionosphère permette de liaisons radiotéléphonique continentales nocturnes.

#### NVIS
- Le NVIS est utilisé pour établir un réseau radio dans la bande 1,6 à 6 MHz, en communications locales et régionale à l’intérieur d’une zone de 240 km environ autour de l'émetteur. Ce mode de propagation facilitent les radiocommunications en terrain accidentés (îles, falaises).
- Le concept vise à rayonner le maximum d'énergie verticalement, à une fréquence inférieure à la fréquence critique de réflexion de l'ionosphère, afin d'obtenir une réflexion maximale vers la zone à couvrir sans distance de saut (sans zone de silence).

## Bande décamétrique
Appelée aussi Bande HF (haute fréquence) ou Ondes courtes.
- les tableaux intègres des spécificités propres aux navires de France.

### Bande des 4 MHz
| Fréquences en kHz | Utilisations et modes |
| ----------------- | --- |
| 4000              | Canal 01 Société, organisation diverse et navires, mono-fréquence tactique et bandes croisées P maxi 10 kW en USB                 |
| 4003              | Canal 02 Société, organisation diverse et navires, mono-fréquence tactique et bandes croisées P maxi 10 kW en USB                 |
| 4006              | Canal 03 Société, organisation diverse et navires, mono-fréquence tactique et bandes croisées P maxi 10 kW en USB                 |
| 4009              | Canal 04 Société, organisation diverse et navires, mono-fréquence tactique et bandes croisées P maxi 10 kW en USB                 |
| 4012              | Canal 05 Société, organisation diverse et navires, mono-fréquence tactique et bandes croisées P maxi 10 kW en USB                 |
| 4015              | Canal 06 Société, organisation diverse et navires, mono-fréquence tactique et bandes croisées P maxi 10 kW en USB                 |
| 4018              | Canal 07 Société, organisation diverse et navires, mono-fréquence tactique et bandes croisées P maxi 10 kW en USB                 |
| 4021              | Canal 08 Société, organisation diverse et navires, mono-fréquence tactique et bandes croisées P maxi 10 kW en USB                 |
| 4024              | Canal 09 Société, organisation diverse et navires, mono-fréquence tactique et bandes croisées P maxi 10 kW en USB                 |
| 4027              | Canal 10 Société, organisation diverse et navires, mono-fréquence tactique et bandes croisées P maxi 10 kW en USB                 |
| 4030              | Canal 11 Société, organisation diverse et navires, mono-fréquence tactique et bandes croisées P maxi 10 kW en USB                 |
| 4033              | Canal 12 Société, organisation diverse et navires, mono-fréquence tactique et bandes croisées P maxi 10 kW en USB                 |
| 4036              | Canal 13 Société, organisation diverse et navires, mono-fréquence tactique et bandes croisées P maxi 10 kW en USB                 |
| 4039              | Canal 14 Société, organisation diverse et navires, mono-fréquence tactique et bandes croisées P maxi 10 kW en USB                 |
| 4042              | Canal 15 Société, organisation diverse et navires, mono-fréquence tactique et bandes croisées P maxi 10 kW en USB                 |
| 4045              | Canal 16 Société, organisation diverse et navires, mono-fréquence tactique et bandes croisées P maxi 10 kW en USB                 |
| 4048              | Canal 17 Société, organisation diverse et navires, mono-fréquence tactique et bandes croisées P maxi 10 kW en USB                 |
| 4051              | Canal 18 Société, organisation diverse et navires, mono-fréquence tactique et bandes croisées P maxi 10 kW en USB                 |
| 4054              | Canal 19 Société, organisation diverse et navires, mono-fréquence tactique et bandes croisées P maxi 10 kW en USB                 |
| 4057              | Canal 20 Société, organisation diverse et navires, mono-fréquence tactique et bandes croisées P maxi 10 kW en USB                 |
| 4060              | Canal 21 Société, organisation diverse et navires, mono-fréquence tactique et bandes croisées P maxi 10 kW en USB                 |
| 4063 à 4116       | Service maritime mobile à côte avec 4350 à 4408, chalutiers : P maxi 1,5 kW en USB                                                |
| 4119              | Navires éloignés à Radio Vacation Pêche avec 4411 de 9h30 à 9h50 (heure locale) : P maxi 1,5 kW en USB                            |
| 4122              | Service maritime mobile à côte avec 4414, chalutiers : P maxi 1,5 kW en USB                                                       |
| 4125              | Fréquence internationale de détresse et d’appel: air/mer/terre, amerrissage forcé, brise-glace, inter-aéronef: P maxi 1 kW en USB |
| 4128 à 4143       | Service maritime mobile à côte avec 4417 à 4435, chalutiers : P maxi 1,5 kW en USB                                                |
| 4146              | Liaisons entre navires en mono-fréquence tactique et en bandes croisées P maxi 1 kW en USB                                        |
| 4149              | Liaisons entre navires en mono-fréquence tactique et en bandes croisées P maxi 1 kW en USB                                        |
| 4152 à 4172       | Service maritime, chalutiers en USB/Digimodes/CW                                                                                  |
| 4172 à 4177       | Service maritime à côte avec 4211 à 4219 en Radiotélex                                                                            |
| 4177.5            | Impression Directe à Bande Étroite de détresse et de sécurité en Radiotélex                                                       |
| 4178 à 4181,5     | Service maritime en Digimodes/CW                                                                                                  |
| 4182              | Fréquence d’appel zones Les Caraïbes et Océan atlantique en radiotélégraphie en CW                                                |
| 4182,5            | Fréquence secondaire d’appel zones Les Caraïbes et Océan atlantique en radiotélégraphie en CW                                     |
| 4183              | Fréquence d’appel zone Golfe du Mexique en radiotélégraphie en CW                                                                 |
| 4183,5            | Fréquence secondaire d’appel zone Golfe du Mexique en radiotélégraphie en CW                                                      |
| 4184              | Fréquence d’appel toutes zones en radiotélégraphie en CW                                                                          |
| 4184.5            | Fréquence secondaire d’appel toutes zones en radiotélégraphie en CW                                                               |
| 4185              | Fréquence d’appel zone Pacifique Nord en radiotélégraphie en CW                                                                   |
| 4185,5            | Fréquence secondaire d’appel zone Pacifique Nord en radiotélégraphie en CW                                                        |
| 4186              | Fréquence d’appel zone Pacifique Sud en radiotélégraphie en CW                                                                    |
| 4186,5            | Fréquence secondaire d’appel zone Pacifique Sud en radiotélégraphie en CW                                                         |
| 4187 à 4202       | Service maritime et station aéronautique à mobile maritime, en radiotélégraphie en CW                                             |
| 4202 à 4207       | Service maritime en Digimodes/CW                                                                                                  |
| 4207.5            | Fréquence internationale d’appel Sélectif Numérique de détresse et de sécurité en Digimodes                                       |
| 4209.5            | Navtex (langue nationale) : météorologie, glaces, avurnav et renseignements urgents en Digimodes                                  |
| 4210              | Impression Directe à Bande Étroite de sécurité en Radiotélex                                                                      |
| 4211 à 4219       | Service maritime côtier à mobile avec 4172 à 4207 en Radiotélex                                                                   |
| 4219 à 4221       | Service maritime côtier à mobile avec 4172 à 4207 en Digimodes                                                                    |
| 4221 à 4350       | Service maritime côtier à mobile avec 4172 à 4207 en CW                                                                           |
| 4350.5            | Radio KSM en CW (le samedi de 17H00 à 23H00 UTC)                                                                                  |
| 4350 à 4360       | Service maritime côtier à mobile avec 4065 à 4122 en USB                                                                          |
| 4363              | Monaco Radio Télécoms, canal N° 403 P: 10 kW en USB                                                                               |
| 4366              | 6VA Dakar Radio SÉNÉGAL, Nouméa Radio Nouvelle-Calédonie P: 1 kW Voie 404 avec 4074 en USB                                        |
| 4369 à 4381       | Service maritime côtier à mobile avec 4077 à 4189 en USB                                                                          |
| 4384              | Boufarik Radio Algérie Voie 410 avec 4092 P: 10 kW en USB                                                                         |
| 4385.3            | Port-Vila Radio Vanuatu (météo 10h30; 19h30 et avis sur 4 125 kHz et 6 215 kHz) P: 0,5 kW en USB                                  |
| 4387 à 4399       | Service maritime côtier à mobile avec 4095 à 4116 en USB                                                                          |
| 4402              | Mahina Radio Polynésie Française P: 1 kW, Port Louis Île Maurice P: 400W en USB                                                   |
| 4405 à 4408       | Service maritime côtier à mobile avec 4095 à 4116 en USB                                                                          |
| 4411              | Radio Vacation Pêche à navires éloignés avec 4119 de 9h30 à 9h50 (heure locale) en USB                                            |
| 4414              | Service maritime côtier à mobile avec 4122 en USB                                                                                 |
| 4417              | Fréquence internationale d’appel, maritime côtier à mobile en radiotéléphonie P maxi 1 kW en USB                                  |
| 4420 à 4423       | Service maritime côtier à mobile avec 4028 à 4131 en USB                                                                          |
| 4426              | Boufarik Radio Algérie Voie 424 avec 4134 P: 10 kW en USB                                                                         |
| 4429              | Service maritime côtier à mobile avec 4137 en USB                                                                                 |
| 4432              | Boufarik Radio Algérie Voie 426 avec 4140 P: 10 kW en USB                                                                         |
| 4435              | Service maritime côtier à mobile avec 4065 à 4143 en USB                                                                          |
| 4438 à 4515       | Organisation, mobile, maritime côtier à mobile en USB/Digimodes                                                                   |

#### La propagation sur la bande
La propagation sur 80 mètres se produit par trois mécanismes entièrement distincts et différents: 
- L'onde de sol.
- L'onde d’espace avec un rayonnement afin d'attaquer l'ionosphère le plus loin possible (pour le contact longue distance).
- L'onde d’espace avec un rayonnement quasi vertical en direction du ciel NVIS (pour les communications locales et régionale).

##### Onde de sol
Les ondes de sol comme leur nom l’indique, voyagent à la surface de la Terre (entre le sol et la couche ionisée D de l’atmosphère). L'onde se propage régulièrement le jour et avec un renforcement la nuit. 
L'atténuation de l’énergie de l’onde de sol est en fonction du carré de la distance, sans tenir compte de la courbure de la terre sur une base kilomètres/watts  exponentielle par l'Établissement de l'équation de propagation à partir des équations de Maxwell. 
Tableau des affaiblissements radio en dB en fonction de la distance
| Distance entre l’émetteur et le récepteur | 1 km  | 10 km | 100 km | 1 000 km |
| ----------------------------------------- | ----- | ----- | ------ | -------- |
| Affaiblissement de l'onde radio en dB     | 43 dB | 63 dB | 83 dB  | 103 dB   |

Portée de l'onde de sol en fonction de la puissance rayonnée sur la longueur d'onde de 75 mètres
| Puissance rayonnée | Portée de l'onde de sol |
| ------------------ | ----------------------- |
| 0,1 W              | 10 km                   |
| 1 W                | 15 km                   |
| 10 W               | 35 km                   |
| 100 W              | 75 km                   |
| 1 000 W            | 150 km                  |

##### Onde d’espace pour le contact longue distance

La propagation par onde réfléchie entre ciel et terre.

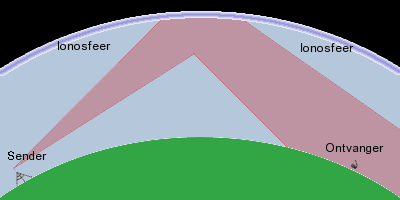
La propagation par onde réfléchie entre ciel et terre.

- Le contact longue distance où l'on recherche l'angle de rayonnement de l'antenne bas, afin d'attaquer l'ionosphère le plus loin possible et obtenir une propagation loin de son point d'origine.

- Le contact longue distance n’est possible que lorsqu’il fait nuit entre le lieu d’émission et de réception:

1. Radiocommunication avec une station située à l'Est est peu avant le crépuscule jusqu'à quelques heures avant l'aube.
2. Radiocommunication avec une station située à l'Ouest est entre les heures tardives de la soirée et l'aube.
3. Radiocommunication avec une station située au Nord et au Sud est à tout moment pendant les heures de nuit.

- De plus on rencontre en partant de l’émetteur une zone de réception par onde de sol, une zone de silence, une zone de réception indirecte, une zone de silence, une zone de réception indirecte, une zone de silence et ainsi de suite. L’énergie radiofréquence est réfléchie par les couches de l'ionosphère. Ces réflexions successives entre le sol ou la mer et les couches de l'ionosphère permette des liaisons radiotélégraphique intercontinentales nocturnes.

Cliquer sur le lien et visualisez la nuit sur la zone de la terre en temps réel
Dans le ciel, le matin ou le soir quand la terre entre ou sort de la nuit est appelé ligne grise (ou Grey line en anglais) c'est le moment plus favorable au DX (distance x la plus longue), une ligne grise relie un pôle a l'autre et se modifie au gré des saisons modifiant du coup la propagation la bande.

##### NVIS
- Le NVIS est utilisé pour établir un réseau radio dans la bande 80 M, en communications locales et régionale à l’intérieur d’une zone de 240 km environ autour de l'émetteur. Ce mode de propagation permet en zone de forts reliefs de remplacer un réseau VHF.
- Le concept vise à rayonner le maximum d'énergie verticalement, à une fréquence inférieure à la fréquence critique de réflexion de l'ionosphère, afin d'obtenir une réflexion maximale vers la zone à couvrir.
- Les radiocommunications en rayonnement NVIS ne présentent donc pas de distance de saut (sans zone de silence).

##### La ligne grise

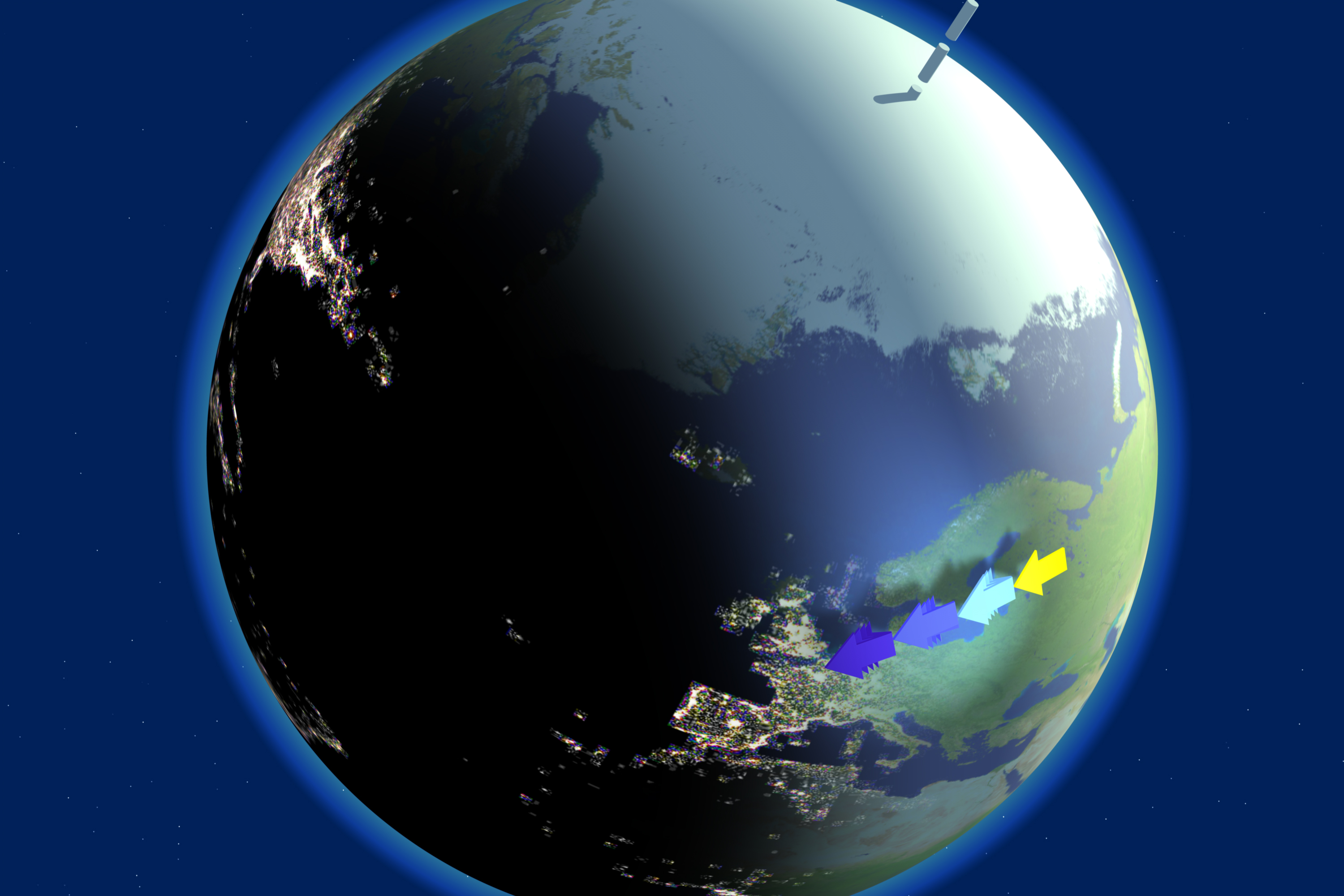
Ligne grise (ou Grey line en anglais).

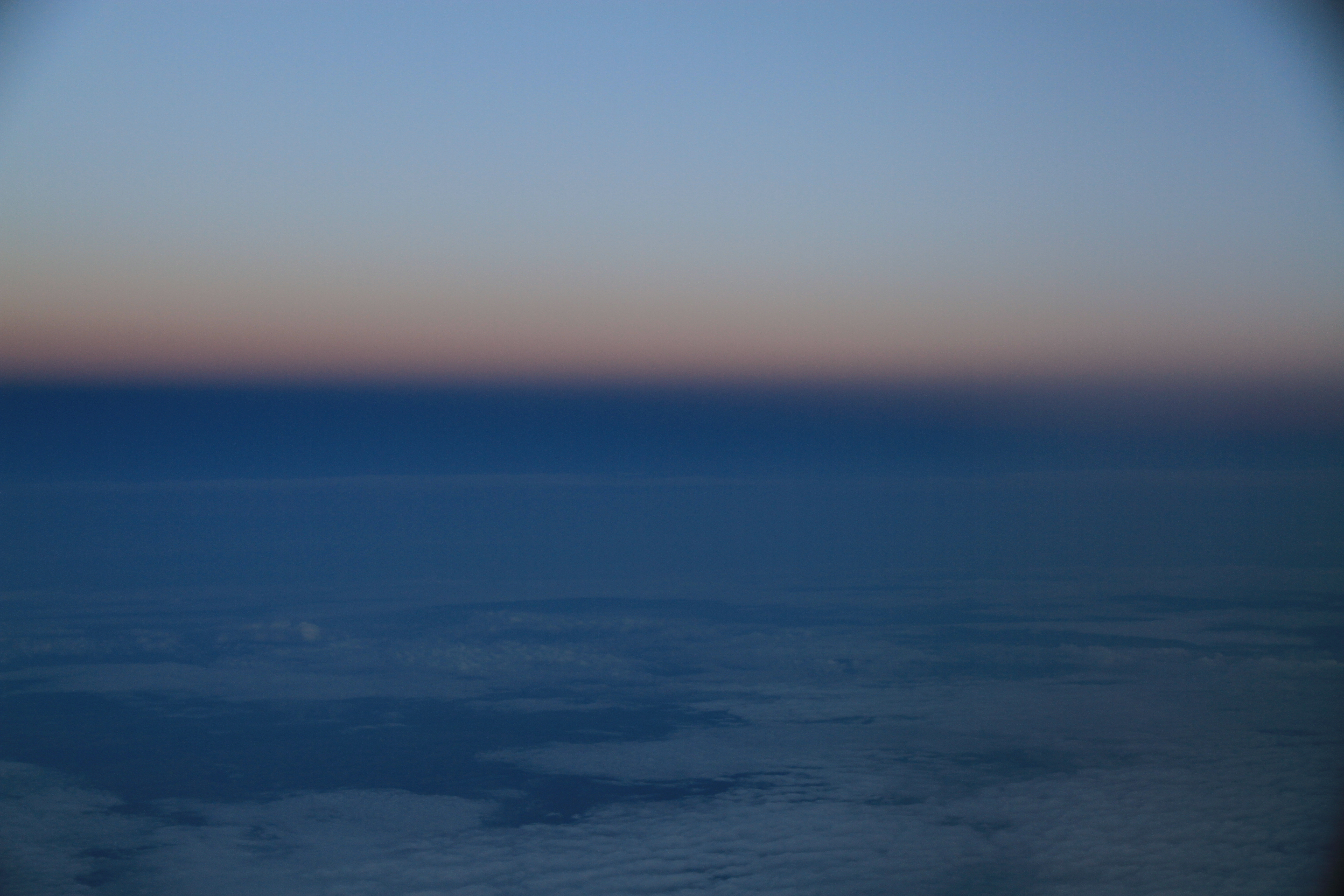
Ligne grise (ou Grey line).

- Le matin ou le soir quand la terre entre ou sort de la nuit, une zone entre le ciel bleu en jour et le ciel transparent de la nuit est appelé ligne grise ou Grey line en anglais, c'est le moment plus favorable pour les radiocommunications à longue distance. La ligne grise relie un pôle a l'autre et se modifie au gré des saisons modifiant du coup la propagation à longue distance de cette bande, cela pour une durée de 30 minutes.

Cliquer sur le lien et visualisez la ligne grise en temps réel
Pour obtenir la carte actualisée de la Terre.

### Bande des 6 MHz
Pour les bandes de 6 MHz à 26 MHz. La bande des 8 MHz est à utiliser en premier choix.
| Fréquences en kHz | Utilisations et modes                                                                                             |
| ----------------- | --- |
|                   | |
| 6200 à 6212       | Service maritime mobile à côte avec 6501 à 6513: P maxi 1,5 kW en USB et (radiodiffusion pirate week-end et Fête) |
| 6215              | Fréquence internationale de détresse et d’appel : (air, mer, terre) P maxi 1 kW en USB                            |
| 6218 à 6221       | Service maritime mobile à côte avec 6519 à 6522: P maxi 1,5 kW en USB et (radiodiffusion pirate week-end et Fête) |
| 6224              | Liaisons entre navires en mono-fréquence tactique et en bandes croisées P maxi 1 kW en USB                        |
| 6227              | Liaisons entre navires en mono-fréquence tactique et en bandes croisées P maxi 1 kW en USB                        |
| 6230              | Liaisons entre navires en mono-fréquence tactique et en bandes croisées P maxi 1 kW en USB                        |
| 6233 à 6267       | Service maritime en USB/Digimodes/CW et (radiodiffusion pirate week-end et Fête en AM)                            |
| 6268              | Impression Directe à Bande Étroite de détresse et de sécurité en Radiotélex                                       |
| 6269 à 6275,5     | Service maritime côtier en Radiotélex et (radiodiffusion pirate en AM)                                            |
| 6276              | Fréquence internationale d’appel toutes zones en radiotélégraphie en CW                                           |
| 6276.5            | Fréquence internationale secondaire d’appel toutes zones en radiotélégraphie en CW                                |
| 6277              | Fréquence d’appel zones Les Caraïbes et Océan atlantique en radiotélégraphie en CW                                |
| 6277,5            | Fréquence secondaire d’appel zones Les Caraïbes et Océan atlantique en radiotélégraphie en CW                     |
| 6278              | Fréquence d’appel zone Golfe du Mexique en radiotélégraphie en CW                                                 |
| 6278,5            | Fréquence secondaire d’appel zone Golfe du Mexique en radiotélégraphie en CW                                      |
| 6279              | Fréquence d’appel zone Pacifique Nord en radiotélégraphie en CW                                                   |
| 6279,5            | Fréquence secondaire d’appel zone Pacifique Nord en radiotélégraphie en CW                                        |
| 6280              | Fréquence d’appel zone Pacifique Sud en radiotélégraphie en CW                                                    |
| 6280,5            | Fréquence secondaire d’appel zone Pacifique Sud en radiotélégraphie en CW                                         |
| 6281 à 6284       | Service maritime côtier en Radiotélex et (radiodiffusion pirate week-end et Fête en AM)                           |
| 6285 à 6300       | Service maritime et aéronautique en radiotélégraphie en CW (radiodiffusion pirate week-end et Fête)               |
| 6301 à 6311       | Service maritime côtier en Digimodes (radiodiffusion pirate week-end et Fête en AM)                               |
| 6312              | Fréquence internationale d’appel Sélectif Numérique de détresse et de sécurité en Digimodes                       |
| 6314              | Impression Directe à Bande Étroite pour la sécurité en Radiotélex                                                 |
| 6315 à 6330       | Service maritime mobile à côte avec 6269 à 6276 en Radiotélex et (radiodiffusion pirate week-end et Fête)         |
| 6332 à 6340       | Service maritime côtier en CW                                                                                     |
| 6340.5            | Boston USA: météo par fac-similé: vitesse déroulement: 120, indice coopération: 576. P: 10 kW en Fax              |
| 6341 à 6382.5     | Service maritime côtier en CW                                                                                     |
| 6383              | Dakar Radio (6VA4) météo en français et en code MAFOR à 10h00 et 22h00 UTC P: 4 kW en CW                          |
| 6383.5 à 6501     | Service maritime côtier en CW                                                                                     |
| 6501              | Service maritime côtier à mobile avec 6200 en USB                                                                 |
| 6504              | Monaco Radio Télécoms (fréquence secondaire) avec 6203, canal N° 602 P: 10 kW en USB                              |
| 6501 à 6513       | Service maritime côtier à mobile avec 6206 à 6521 en USB                                                          |
| 6516              | Fréquence d’appel en radiotéléphonie, maritime côtier à mobile, P maxi 1 kW en USB                                |
| 6519 à 6522       | Service maritime côtier à mobile avec 6200 à 6521 en USB                                                          |

#### La propagation sur la bande

##### Onde d’espace pour le contact longue distance
- Le contact longue distance où l'on recherche l'angle de rayonnement de l'antenne bas, afin d'attaquer l'ionosphère le plus loin possible et obtenir une propagation loin de son point d'origine.
- De plus on rencontre en partant de l’émetteur une zone de réception par onde de sol, une zone de silence, une zone de réception indirecte, une zone de silence, une zone de réception indirecte, une zone de silence et ainsi de suite. L’énergie radiofréquence est réfléchie par les couches de l'ionosphère. Ces réflexions successives entre le sol ou la mer et les couches de l'ionosphère permette des liaisons radiotélégraphique intercontinentales nocturnes.

1. Radiocommunication avec une station située à l'Est est peu avant le crépuscule jusqu'à quelques heures avant l'aube.
2. Radiocommunication avec une station située à l'Ouest est entre les heures tardives de la soirée et l'aube.
3. Radiocommunication avec une station située au Nord et au Sud est à tout moment pendant les heures de nuit.

##### La Ligne grise
Le matin ou le soir quand la terre entre ou sort de la nuit, la zone du terminateur séparant la partie de la terre éclairée de la partie plongée dans la nuit est appelé par les radioamateurs la « ligne grise » ou « grey line » en anglais. C'est le moment le plus favorable pour les radiocommunications à longue distance ou DX. La ligne grise relie un pôle a l'autre et se modifie au gré des saisons modifiant du coup la propagation à longue distance de cette bande, cela pour une durée d'environ 30 minutes.

##### NVIS
- Le NVIS est utilisé pour établir un réseau radio dans la bande, en communications locales et régionales à l’intérieur d’une zone de 240 km environ autour de l'émetteur. Ce mode de propagation permet en zone de forts reliefs de remplacer un réseau VHF.
- Le concept vise à rayonner le maximum d'énergie verticalement, à une fréquence inférieure à la fréquence critique de réflexion de l'ionosphère, afin d'obtenir une réflexion maximale vers la zone à couvrir.
- Les radiocommunications en rayonnement NVIS ne présentent donc pas de distance de saut (sans zone de silence).

### Bande des 8 MHz
Pour la bande de 6 MHz à 26 MHz. 
La bande des 8 MHz d'une portée radioélectrique jusqu'à 3000 km de jour et le monde dans la nuit est à utiliser en premier choix. 
| Fréquences en kHz | Utilisations et modes                                                                                             |
| ----------------- | --- |
| 8101              | Canal 01 Société, organisation diverse et navires, mono-fréquence tactique et bandes croisées P maxi 10 kW en USB |
| 8104              | Canal 02 Société, organisation diverse et navires, mono-fréquence tactique et bandes croisées P maxi 10 kW en USB |
| 8107              | Canal 03 Société, organisation diverse et navires, mono-fréquence tactique et bandes croisées P maxi 10 kW en USB |
| 8110              | Canal 04 Société, organisation diverse et navires, mono-fréquence tactique et bandes croisées P maxi 10 kW en USB |
| 8113              | Canal 05 Société, organisation diverse et navires, mono-fréquence tactique et bandes croisées P maxi 10 kW en USB |
| 8116              | Canal 06 Société, organisation diverse et navires, mono-fréquence tactique et bandes croisées P maxi 10 kW en USB |
| 8119              | Canal 07 Société, organisation diverse et navires, mono-fréquence tactique et bandes croisées P maxi 10 kW en USB |
| 8122              | Canal 08 Société, organisation diverse et navires, mono-fréquence tactique et bandes croisées P maxi 10 kW en USB |
| 8125              | Canal 09 Société, organisation diverse et navires, mono-fréquence tactique et bandes croisées P maxi 10 kW en USB |
| 8128              | Canal 10 Société, organisation diverse et navires, mono-fréquence tactique et bandes croisées P maxi 10 kW en USB |
| 8131              | Canal 11 Société, organisation diverse et navires, mono-fréquence tactique et bandes croisées P maxi 10 kW en USB |
| 8134              | Canal 12 Société, organisation diverse et navires, mono-fréquence tactique et bandes croisées P maxi 10 kW en USB |
| 8137              | Canal 13 Société, organisation diverse et navires, mono-fréquence tactique et bandes croisées P maxi 10 kW en USB |
| 8140              | Canal 14 Société, organisation diverse et navires, mono-fréquence tactique et bandes croisées P maxi 10 kW en USB |
| 8143              | Canal 15 Société, organisation diverse et navires, mono-fréquence tactique et bandes croisées P maxi 10 kW en USB |
| 8146              | Canal 16 Société, organisation diverse et navires, mono-fréquence tactique et bandes croisées P maxi 10 kW en USB |
| 8146.5            | Rome: météo par fac-similé: vitesse déroulement: 120, indice coopération: 576 P: 20 kW en Fax                     |
| 8149              | Canal 17 Société, organisation diverse et navires, mono-fréquence tactique et bandes croisées P maxi 10 kW en USB |
| 8152              | Canal 18 Société, organisation diverse et navires, mono-fréquence tactique et bandes croisées P maxi 10 kW en USB |
| 8155              | Canal 19 Société, organisation diverse et navires, mono-fréquence tactique et bandes croisées P maxi 10 kW en USB |
| 8158              | Canal 20 Société, organisation diverse et navires, mono-fréquence tactique et bandes croisées P maxi 10 kW en USB |
| 8161              | Canal 21 Société, organisation diverse et navires, mono-fréquence tactique et bandes croisées P maxi 10 kW en USB |
| 8164              | Canal 22 Société, organisation diverse et navires, mono-fréquence tactique et bandes croisées P maxi 10 kW en USB |
| 8167              | Canal 23 Société, organisation diverse et navires, mono-fréquence tactique et bandes croisées P maxi 10 kW en USB |
| 8170              | Canal 24 Société, organisation diverse et navires, mono-fréquence tactique et bandes croisées P maxi 10 kW en USB |
| 8173              | Canal 25 Société, organisation diverse et navires, mono-fréquence tactique et bandes croisées P maxi 10 kW en USB |
| 8176              | Canal 26 Société, organisation diverse et navires, mono-fréquence tactique et bandes croisées P maxi 10 kW en USB |
| 8179              | Canal 27 Société, organisation diverse et navires, mono-fréquence tactique et bandes croisées P maxi 10 kW en USB |
| 8182              | Canal 28 Société, organisation diverse et navires, mono-fréquence tactique et bandes croisées P maxi 10 kW en USB |
| 8185              | Canal 29 Société, organisation diverse et navires, mono-fréquence tactique et bandes croisées P maxi 10 kW en USB |
| 8188              | Canal 30 Société, organisation diverse et navires, mono-fréquence tactique et bandes croisées P maxi 10 kW en USB |
| 8191              | Canal 31 Société, organisation diverse et navires, mono-fréquence tactique et bandes croisées P maxi 10 kW en USB |
| 8194 à 8252       | Service maritime mobile à maritimes côtiers avec 8719 à 8812 : P maxi 1,5 kW en USB                               |
| 8255              | Fréquence internationale d’appel, maritime mobile en radiotéléphonie : P maxi 1,5 kW en USB                       |
| 8258 à 8288       | Service maritime mobile à maritimes côtiers avec 8719 à 8812 : P maxi 1,5 kW en USB                               |
| 8291              | Fréquence internationale de détresse et d’appel en radiotéléphonie: P maxi 10 kW en USB                           |
| 8294              | Liaisons entre navires en mono-fréquence tactique et en bandes croisées P maxi 1 kW en USB                        |
| 8297              | Liaisons entre navires en mono-fréquence tactique et en bandes croisées P maxi 1 kW en USB                        |
| 8300 à 8339       | Service maritime, chalutiers en USB/Digimodes/CW                                                                  |
| 8342 à 8354       | Service maritime et station aéronautique à mobile maritime, en radiotélégraphie en CW                             |
| 8354 à 8363       | Service maritime, chalutiers et aéronautique à navire en USB/CW                                                   |
| 8364              | Opération de secours à naufragé en USB /CW Embarcations et radeaux de sauvetage en Digimodes/CW                   |
| 8366              | Service maritime d’appel zones Océan Atlantique et Les Caraïbes en radiotélégraphie en CW                         |
| 8366.5            | Service maritime d’appel secondaire zones Océan Atlantique et Les Caraïbes en radiotélégraphie en CW              |
| 8367              | Service maritime d’appel Golfe-Mexique en radiotélégraphie en CW                                                  |
| 8367.5            | Service maritime d’appel zone Golfe-Mexique en radiotélégraphie en CW                                             |
| 8368              | Fréquence internationale d’appel toutes zone en radiotélégraphie en CW                                            |
| 8368.5            | Service maritime d’appel zone Pacifique Nord en radiotélégraphie en CW                                            |
| 8369              | Fréquence internationale secondaire d’appel toutes zones en radiotélégraphie en CW                                |
| 8369.5            | Service maritime d’appel secondaire zone Pacifique Nord en radiotélégraphie en CW                                 |
| 8370              | Service maritime d’appel zone Pacifique Sud en radiotélégraphie en CW                                             |
| 8370.5            | Service maritime d’appel secondaire zone Pacifique Sud en radiotélégraphie en CW                                  |
| 8371 à 8376       | Service maritime, chalutiers et aéronautique à navire en USB/CW                                                   |
| 8376.5            | Impression Directe à Bande Étroite de détresse et de sécurité en Radiotélex                                       |
| 8377 à 8396       | Service maritime à côte avec 8417 à 8436 en Radiotélex                                                            |
| 8396 à 8414       | Service maritime à côte avec 8417 à 8436 en Digimodes                                                             |
| 8414.5            | Embarcations, radeaux de sauvetage, Fréquence internationale d’appel Sélectif en Digimodes                        |
| 8416.5            | Impression Directe à Bande Étroite pour la Sécurité en Radiotélex                                                 |
| 8417 à 8423       | Service maritime côtier en Radiotélex                                                                             |
| 8424              | Olympia Radio Télécoms (SVO), Météo marine en Méditerranée 9h30, 21h30 UTC, canal N° 816 en Radiotélex            |
| 8425 à 8436       | Service maritime côtier en Radiotélex                                                                             |
| 8436 à 8438       | Appel Sélectif en Numérique/Digimodes                                                                             |
| 8438 à 8448.5     | Service maritime et Aide Humanitaire en USB/Digimodes/CW                                                          |
| 8449              | Cameroun Douala Radio (TJC) météo à 08h00 et 16h50 UTC P: 800 W en CW                                             |
| 8449.5 à 8638     | Service maritime et Aide Humanitaire en USB/Digimodes/CW                                                          |
| 8638              | Émission précise de fréquence et d’horaire exact à des fins scientifiques et d’étalonnage                         |
| 8638 à 8681.5     | Service maritime et Aide Humanitaire en USB/Digimodes/CW                                                          |
| 8682              | Djibouti (J2A8) météo en français à 04h30, 06h00, 15h00, 17h00 UTC P: 5 kW en CW                                  |
| 8682.5 à 8689.5   | Service maritime et Aide Humanitaire en USB/Digimodes/CW                                                          |
| 8690              | Dakar Radio (6VA5) météo en français et en code MAFOR à 10h00 et 22h00 UTC P: 4 kW en CW                          |
| 8690.5 à 8719     | Service maritime et Aide Humanitaire en USB/Digimodes/CW                                                          |
| 8722              | Boufarik Radio Télécoms (Alger), Météo en Méditerranée, 8h03 et 16h03 UTC canal N° 802 P: 10 kW en USB            |
| 8725              | 6VA Dakar Radio Sénégal Voie 803 avec 8201 en USB                                                                 |
| 8728              | Monaco Radio, Météo marine en Méditerranée à 10h30 UTC et en Atlantique à 9h30 UTC, canal N° 804 P: 10 kW en USB  |
| 8731              | Autolink Radio Télécoms (Belge) avec 8207 en USB                                                                  |
| 8734              | Madagascar (5RS8) météo en français et en code MAFOR à 05h10 et 08h10 UTC P: 1 kW en CW                           |
| 8734 à 8740       | Service maritime côtier à mobile avec 8204 à 8216 en USB                                                          |
| 8743              | Boufarik Radio Algérie Voie 809 avec 8219 P: 10 kW en USB                                                         |
| 8746 à 8752       | Service maritime côtier à mobile avec 8222 à 8228 en USB                                                          |
| 8755              | Boufarik Radio Algérie Voie 813 avec 8231 P: 10 kW en USB                                                         |
| 8758              | Service maritime côtier à mobile avec 8234 en USB                                                                 |
| 8761              | Oostende Radio Télécoms (Belge) avec 8237 P: 10 kW en USB                                                         |
| 8764              | Service maritime côtier à mobile avec 8240 à 8288 en USB                                                          |
| 8767              | Madagascar (5RS8) météo en français et en code MAFOR à 05h10 et 08h10 UTC P: 1 kW en AM                           |
| 8770              | Seychelles Radio Télécoms (S7Q), Météo marine 05h18, 15h48 UTC, canal N° 818 en USB                               |
| 8773 à 8776       | Service maritime côtier à mobile avec 8240 à 8288 en USB                                                          |
| 8779              | Fréquence internationale d’appel en radiotéléphonie par les stations côtières en USB                              |
| 8782 à 8788       | Service maritime côtier à mobile avec 8204 à 8264 en USB                                                          |
| 8791              | Boufarik Radio Algérie Voie 825 avec 8267 P: 10 kW en USB                                                         |
| 8794 à 8797       | Service maritime côtier à mobile avec 8270 à 8273 en USB                                                          |
| 8800              | Casablanca Radio Maroc Voie 828 avec 8276; P: 2 kW en USB                                                         |
| 8803              | Mahina Radio Polynésie Française météo à 0h33; 2h33; 8h45; 11h; 14h30; 16h30; 18h45; 20h40; 21h03; P: 1 kW en USB |
| 8806              | Canal N° 830, avec 8285 en USB                                                                                    |
| 8809              | Service maritime côtier avec 8285 canal N° 831 en USB                                                             |
| 8812              | Valetta Radio Malte: P: 5 kW, et autre service maritime côtier avec 8288 canal N° 832 en USB                      |

#### La propagation sur la bande 8 MHz

##### Le jour
- De jour
- Excellente bande en fin de matinée et l’après-midi pour une portée jusqu’à 3000 km.
- Radiocommunications possibles sans zone de silence en rayonnement NVIS (Onde de Ciel à Incidence Quasi Verticale) avec une portée régionale.

##### La nuit
De nuit,

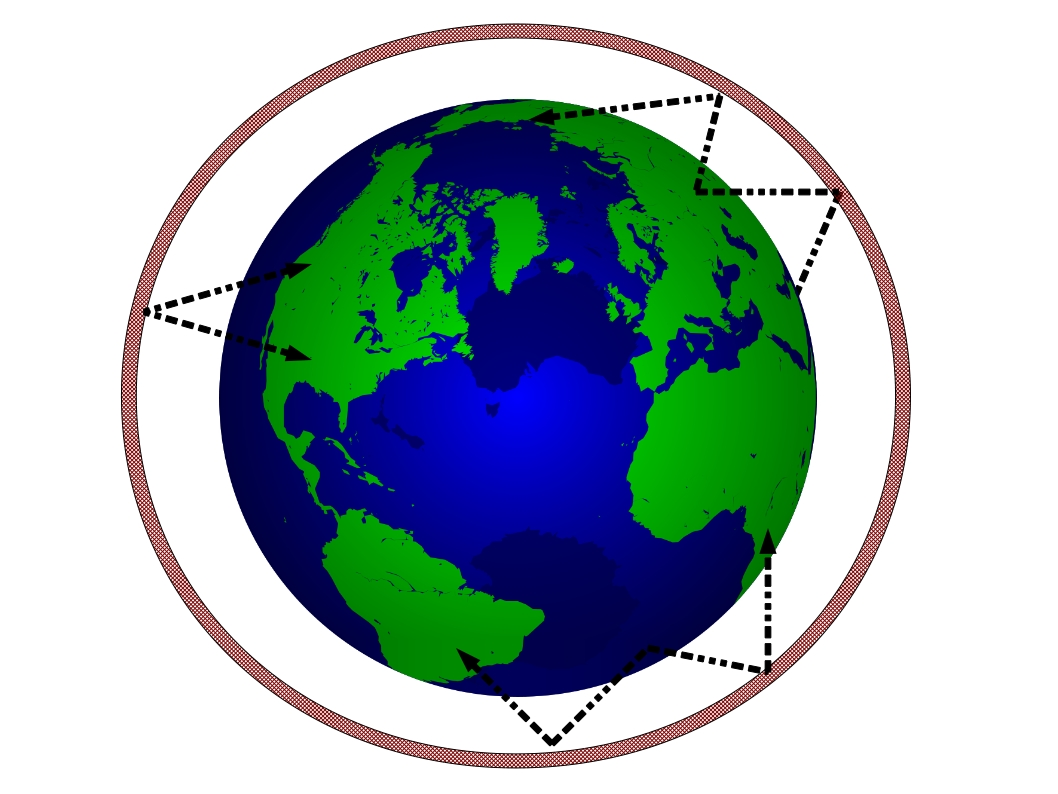
La propagation par onde réfléchie entre ciel et terre.

Radiocommunication intercontinentale et continentale n’est possible que lorsqu’il fait nuit entre le lieu d’émission et de réception avec une distance de saut 400 km: 
- Radiocommunication avec une station située à l'Est est peu avant le crépuscule jusqu'à quelques heures avant l'aube.
- Radiocommunication avec une station située à l'Ouest est entre les heures tardives de la soirée et l'aube.
- Radiocommunication avec une station située au Nord et au Sud est à tout moment pendant les heures de nuit.

### Bande des 12 MHz
Pour les bandes de 6 MHz à 26 MHz. La bande des 8 MHz est à utiliser en premier choix.
| Fréquences en MHz | Utilisations et modes                                                                                             |
| ----------------- | --- |
| 12.230 à 12.287   | Service maritime mobile à côte avec 13077 à 13134 : P maxi 1,5 kW en USB et (radiodiffusion pirate en AM)         |
| 12.290            | Fréquence internationale de détresse et d’appel en radiotéléphonie : P maxi 10 kW en USB                          |
| 12.293 à 12.350   | Service maritime mobile à côte avec 13140 à 13197 : P maxi 1,5 kW en USB                                          |
| 12.353            | Liaisons entre navires en mono-fréquence tactique et en bandes croisées P maxi 1 kW en USB                        |
| 12.356            | Liaisons entre navires en mono-fréquence tactique et en bandes croisées P maxi 1 kW en USB                        |
| 12.359            | Liaisons entre navires en mono-fréquence tactique et en bandes croisées P maxi 1 kW en USB                        |
| 12.362            | Liaisons entre navires en mono-fréquence tactique et en bandes croisées P maxi 1 kW en USB                        |
| 12.365            | Liaisons entre navires en mono-fréquence tactique et en bandes croisées P maxi 1 kW en USB                        |
| 12.368 à 12.422   | Service maritime en USB/Digimodes/CW                                                                              |
| 12.422 à 12.477   | Service maritime mobile en CW                                                                                     |
| 12.477 à 12.519   | Service maritime mobile à côte avec 12580 à 12658 en Digimodes                                                    |
| 12.520            | Impression Directe à Bande Étroite de détresse et de sécurité en Radio Télex                                      |
| 12.521 à 12.550   | Service maritime mobile en Radio Télex                                                                            |
| 12.550            | Service maritime d’appel zones Océan Atlantique et Les Caraïbes en radiotélégraphie en CW                         |
| 12.550,5          | Service maritime d’appel secondaire zones Océan Atlantique et Les Caraïbes en radiotélégraphie en CW              |
| 12.551            | Service maritime d’appel zone Golfe du Mexique en radiotélégraphie en CW                                          |
| 12.551,5          | Service maritime d’appel secondaire zone Golfe du Mexique en radiotélégraphie en CW                               |
| 12.552            | Fréquence d’appel toutes zones en radiotélégraphie en CW                                                          |
| 12.552,5          | Service maritime d’appel zone Pacifique Nord en radiotélégraphie en CW                                            |
| 12.553            | Service maritime d’appel secondaire zone Pacifique Nord en radiotélégraphie en CW                                 |
| 12.553,5          | Fréquence secondaire d’appel toutes zones en radiotélégraphie en CW                                               |
| 12.554            | Service maritime d’appel zone Pacifique Sud en radiotélégraphie en CW                                             |
| 12.554,5          | Service maritime d’appel secondaire zone Pacifique Sud en radiotélégraphie en CW                                  |
| 12.555 à 12.555   | Service maritime mobile en CW                                                                                     |
| 12.555 à 12.560   | Service maritime mobile en Radio Télex                                                                            |
| 12.560 à 12.576   | Service maritime en Digimodes                                                                                     |
| 12.577            | Fréquence internationale en d’Appel Sélectif Numérique de détresse et de sécurité en Digimodes                    |
| 12.579            | Impression Directe à Bande Étroite pour la sécurité en Radio Télex                                                |
| 12.580 à 12.657   | Service maritime côtier en Radio Télex                                                                            |
| 12.657 à 12.658   | Service maritime côtier en Digimodes                                                                              |
| 12.658 à 12.727.5 | Service maritime côtier en CW                                                                                     |
| 12.728            | Djibouti (J2A9) météo en français à 06h00, 9h00, 15h00 UTC P: 5 kW en CW                                          |
| 12.728.5 à 12.749 | Service maritime côtier en CW                                                                                     |
| 12.750            | Boston USA: météo par fac-similé: vitesse déroulement: 120, indice coopération: 576. P: 10 kW en Fax              |
| 12.751 à 12.789   | Service maritime côtier en CW                                                                                     |
| 12.789.9          | Nouvelle-Orléans USA: météo par fac-similé: vitesse déroulement: 120, indice coopération: 576. P: 10 kW en Fax    |
| 12.791 à 12.984   | Service maritime côtier en CW                                                                                     |
| 12.984            | Émission précise de fréquence et d’horaire exact à des fins scientifiques et d’étalonnage                         |
| 12.984 à 13.069   | Service maritime côtier en CW                                                                                     |
| 13.069.5          | Cameroun Douala Radio (TJC) météo à 08h00 et 16h50 UTC P: 800 W en CW                                             |
| 13.070 à 13.077   | Service maritime côtier en CW                                                                                     |
| 13.077 à 13.092   | Service maritime côtier à mobile avec 12230 à 12245 en USB                                                        |
| 13.095            | Boufarik Radio Télécoms (Alger), Météo à 8h03 et 16h03 UTC et Oostende Radio Télécoms P: 10 kW en USB             |
| 13.098 à 13.107   | Service maritime côtier à mobile avec 12251 à 12260 en USB                                                        |
| 13.110            | 6VA Dakar Radio Sénégal Voie 1212 avec 12263 en USB                                                               |
| 13.113 à 13.116   | Service maritime côtier à mobile avec 12266 à 12269 en USB                                                        |
| 13.119            | Boufarik Radio Algérie et Autolink RT Télécoms à mobile avec 12272 P: 10 kW en USB                                |
| 13.122            | Service maritime côtier à mobile avec 12275 à 12302 en USB                                                        |
| 13.125            | Boufarik Radio Algérie Voie 1217 avec 12278 P: 10 kW en USB                                                       |
| 13.122 à 13.134   | Service maritime côtier à mobile avec 12308 à 12350 en USB                                                        |
| 13.137            | Fréquence internationale d’appel, maritime côtier à mobile en radiotéléphonie en USB                              |
| 13.140            | Service maritime côtier à mobile avec 12293 en USB                                                                |
| 13.143            | Casablanca Radio Maroc Voie 1223 avec 12296 P: 2 kW en USB                                                        |
| 13.146            | Monaco Radio; Météo marine en Méditerranée à 10h30 UTC et en Atlantique à 9h30 UTC, canal N° 1224 P: 10 kW en USB |
| 13.149            | Service maritime côtier à mobile avec 12302 en USB                                                                |
| 13.152 à 13.167   | Service maritime côtier à mobile avec 12296 à 12320 en USB                                                        |
| 13.170            | Boufarik Radio Algérie Voie 1232 avec 12323 P: 10 kW en USB                                                       |
| 13.173 à 13.185   | Service maritime côtier à mobile avec 12326 à 12338 en USB                                                        |
| 13.188            | Monaco Radio Télécoms (fréquence secondaire) avec 12341. canal N° 1238 P: 10 kW en USB                            |
| 13.191 à 13.197   | Service maritime côtier à mobile avec 12344 à 12350 en USB                                                        |

#### La propagation sur la bande

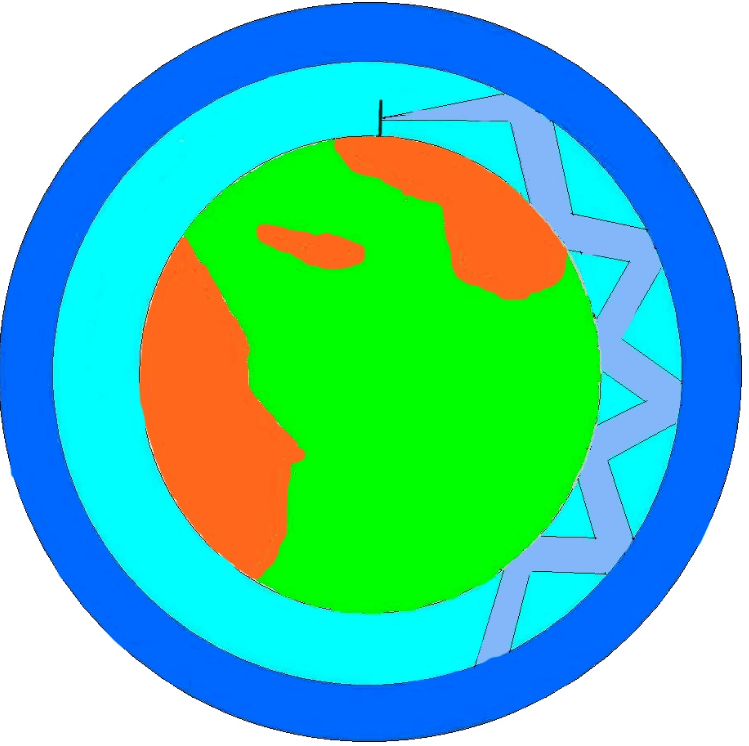
La propagation par onde réfléchie entre ciel et terre.

- La bande est ouverte 24 heures sur 24 pour les communications intercontinentales lorsque l’émetteur est dans le jour et le récepteur dans la nuit, ou inversement.
- Distance de saut variant de 800 km le jour à 1 600 km la nuit.
- De plus on rencontre en partant de l’émetteur une petite zone de réception par onde de sol qui suit la courbure de la terre un peu après l'horizon optique, une zone de silence, une zone de réception indirecte, une zone de silence, une zone de réception indirecte, une zone de silence et ainsi de suite. L’énergie radiofréquence est réfléchie par les couches de l'ionosphère. Ces réflexions successives entre le sol ou la mer et les couches de l'ionosphère permette des liaisons radiotélégraphique intercontinentales.

### Bande des 16 MHz
Pour les bandes de 6 MHz à 26 MHz. La bande des 8 MHz est à utiliser en premier choix.
| Fréquences en MHz | Utilisations et modes                                                                                        |
| ----------------- | --- |
| 16.360 à 16.417   | Service maritime mobile à côte avec 17242 à 17299 : P maxi 1,5 kW en USB                                     |
| 16.420            | Fréquence internationale de détresse et d’appel en radiotéléphonie : P maxi 10 kW en USB                     |
| 16.423 à 16.525   | Service maritime mobile à côte avec 17305 à 17407 : P maxi 1,5 kW en USB                                     |
| 16.528            | Liaisons entre navires en mono-fréquence tactique et en bandes croisées P maxi 1 kW en USB                   |
| 16.531            | Liaisons entre navires en mono-fréquence tactique et en bandes croisées P maxi 1 kW en USB                   |
| 16.534            | Liaisons entre navires en mono-fréquence tactique et en bandes croisées P maxi 1 kW en USB                   |
| 16.537            | Liaisons entre navires en mono-fréquence tactique et en bandes croisées P maxi 1 kW en USB                   |
| 16.540            | Liaisons entre navires en mono-fréquence tactique et en bandes croisées P maxi 1 kW en USB                   |
| 16.543            | Liaisons entre navires en mono-fréquence tactique et en bandes croisées P maxi 1 kW en USB                   |
| 16.546            | Liaisons entre navires en mono-fréquence tactique et en bandes croisées P maxi 1 kW en USB                   |
| 16.549 à 16.616   | Service maritime en Digimodes/CW                                                                             |
| 16.619 à 16.683   | Service maritime mobile, Service aéronautique avec maritime mobile en CW                                     |
| 16.683 à 16.694   | Service maritime mobile à côte avec 16807 à 16904 en Radiotélex                                              |
| 16.695            | Impression Directe à Bande Étroite de détresse et de sécurité en Radiotélex                                  |
| 16.696 à 16.733   | Service maritime mobile à côte avec 16807 à 16904 en Radiotélex                                              |
| 16.734            | Fréquence d’appel zones Les Caraïbes et Océan atlantique en radiotélégraphie en CW                           |
| 16.734,5          | Fréquence secondaire d’appel zones Les Caraïbes et Océan atlantique en radiotélégraphie en CW                |
| 16.735            | Fréquence d’appel zone Golfe du Mexique en radiotélégraphie en CW                                            |
| 16.735,5          | Fréquence secondaire d’appel zone Golfe du Mexique en radiotélégraphie en CW                                 |
| 16.736            | Fréquence d’appel toutes zones en radiotélégraphie en CW                                                     |
| 16.736,5          | Fréquence d’appel zone Pacifique Nord en radiotélégraphie en CW                                              |
| 16.737            | Fréquence secondaire d’appel zone Pacifique Nord en radiotélégraphie en CW                                   |
| 16.737,5          | Fréquence d’appel zone Pacifique Sud en radiotélégraphie en CW                                               |
| 16.738            | Fréquence secondaire d’appel toutes zones en radiotélégraphie en CW                                          |
| 16.738,5          | Fréquence secondaire d’appel zone Pacifique Sud en radiotélégraphie en CW                                    |
| 16.739 à 16.784   | Service maritime mobile en Radiotélex                                                                        |
| 16.785 à 16.804   | Service maritime en Digimodes                                                                                |
| 16.8045           | Fréquence internationale d’Appel Sélectif Numérique de détresse et de sécurité en Digimodes                  |
| 16.8065           | Impression Directe à Bande Étroite pour la sécurité en Digimodes                                             |
| 16.807 à 16.903   | Service maritime côtier en Radiotélex                                                                        |
| 16.903 à 16.904   | Service maritime côtier en Digimodes                                                                         |
| 16.904 à 17.242   | Service maritime côtier en CW                                                                                |
| 17.242 à 17.251   | Service maritime côtier à mobile avec 16360 à 16369 en USB                                                   |
| 17.254            | Mahina Radio Polynésie Française (avec navires sur 16372) 1 kW en USB                                        |
| 17.257            | Service maritime côtier à mobile avec 16375 en USB                                                           |
| 17.260            | Monaco Radio Télécoms Météo marine en Atlantique nord-est, 9h30 UTC canal N° 1607 avec 16378 P: 10 kW en USB |
| 17.263 à 17.275   | Service maritime côtier à mobile avec 16381 à 16393 en USB                                                   |
| 17.278            | Service maritime Oostende radio Télécoms à mobile avec 16396 P: 10 kW en USB                                 |
| 17.281 à 17.299   | Service maritime côtier à mobile avec 16399 à 16525 en USB                                                   |
| 17.302            | Fréquence internationale d’appel, maritime côtier à mobile en Digimodes/USB                                  |
| 17.305 à 17.311   | Service maritime côtier à mobile avec 16360 à 16429 en USB                                                   |
| 17.314            | Service maritime Autolink RT Télécoms à mobile avec 16432 en USB                                             |
| 17.317 à 17.323   | Service maritime côtier à mobile avec 16435 à 16441 en USB                                                   |
| 17.326            | Dakar Radio Sénégal et Boufarik Radio Algérie Voie 1629 avec 16444 P: 10 kW en USB                           |
| 17.329 à 17.350   | Service maritime côtier à mobile avec 16447 à 16468 en USB                                                   |
| 17.353            | Casablanca Radio Maroc Voie 1638 avec 16471 P: 2 kW en USB                                                   |
| 17.356 à 17.359   | Service maritime côtier à mobile avec 16474 à 16477 en USB                                                   |
| 17.362            | Boufarik Radio Algérie Voie 1641 avec 16480 P: 10 kW en USB                                                  |
| 17.365 à 17.399.5 | Service maritime côtier à mobile avec 16483 à 16522 en USB                                                   |
| 17.400            | Madagascar (5ST) météo en français et en code MAFOR à 09h10 UTC P: 10 kW en CW                               |
| 17.400.5 à 17.404 | Service maritime côtier à mobile avec 16483 à 16522 en USB                                                   |
| 17.407            | Berne Radio Voie 1656 avec 16525 en USB                                                                      |

#### La propagation sur la bande
- La bande est ouverte presque 24 heures sur 24 pour les communications intercontinentales lorsque l’émetteur est dans le jour et le récepteur dans la nuit, ou inversement. 
 En période de faible activité solaire, en l’hiver, après le coucher du soleil depuis l'Europe la bande a tendance à se fermer quelques heures du fait de l'inclinaison terrestre en donnant les nuits les plus longs.
- Bande ouverte pour les communications nationales et continentales.
- Distance de saut variant de 1 000 km le jour à 1 600 km la nuit.
- De plus on rencontre en partant de l’émetteur une petite zone de réception par onde de sol qui suit la courbure de la terre un peu après l'horizon optique, une zone de silence, une zone de réception indirecte, une zone de silence, une zone de réception indirecte, une zone de silence et ainsi de suite. L’énergie radiofréquence est réfléchie par les couches de l'ionosphère. Ces réflexions successives entre le sol ou la mer et les couches de l'ionosphère permette des liaisons radiotélégraphique intercontinentales.

### Bande des 18 MHz
Pour les bandes de 6 MHz à 26 MHz. La bande des 8 MHz est à utiliser en premier choix.
| Fréquences en MHz | Utilisations et modes                                                                           |
| ----------------- | ----------------------------------------------------------------------------------------------- |
| 18.780 à 18.792   | Service maritime mobile : P maxi 1,5 kW en USB                                                  |
| 18.795            | Fréquence internationale d’appel, maritime mobile en radiotéléphonie : P maxi 1,5 kW en USB     |
| 18.798 à 18.822   | Service maritime mobile : P maxi 1,5 kW en USB                                                  |
| 18.825            | Liaisons entre navires en mono-fréquence tactique et en bandes croisées P maxi 1 kW en USB      |
| 18.828            | Liaisons entre navires en mono-fréquence tactique et en bandes croisées P maxi 1 kW en USB      |
| 18.831            | Liaisons entre navires en mono-fréquence tactique et en bandes croisées P maxi 1 kW en USB      |
| 18.834            | Liaisons entre navires en mono-fréquence tactique et en bandes croisées P maxi 1 kW en USB      |
| 18.837            | Liaisons entre navires en mono-fréquence tactique et en bandes croisées P maxi 1 kW en USB      |
| 18.840            | Liaisons entre navires en mono-fréquence tactique et en bandes croisées P maxi 1 kW en USB      |
| 18.843            | Liaisons entre navires en mono-fréquence tactique et en bandes croisées P maxi 1 kW en USB      |
| 18.846 à 18.870   | Service maritime mobile en Digimodes/CW                                                         |
| 18.870 à 18.894   | Service maritime côtier en Radiotélex                                                           |
| 18.894 à 18.900   | Télécoms, armée, société, presse, ambassade, organisation diverse en USB/Digimodes/CW           |
| 18.900 à 19.020   | Armée, organisation diverse, Radiodiffusion bande des 15 mètres en AM/USB/Digimodes/CW          |
| 19.020 à 19.680   | Armée, organisation diverse, en USB/Digimodes/CW                                                |
| 19.6805           | Impression Directe à Bande Étroite pour la sécurité en Radiotélex                               |
| 19.681 à 19.703   | Service maritime côtier en Radiotélex                                                           |
| 19.703 à 19.705   | Appel Sélectif Numérique service maritime côtier à mobile en Digimodes                          |
| 19.705 à 19.752   | Télécoms, armée, société, presse, ambassade, organisation diverse en USB/Digimodes              |
| 19.755 à 19.767   | Service maritime côtier à mobile avec 18780 à 18825 en USB                                      |
| 19.770            | Fréquence internationale d’appel, service maritime côtier à mobile en USB                       |
| 19.773            | Service maritime côtier à mobile avec 18798 en USB                                              |
| 19.776            | Monaco Radio Télécoms (fréquence secondaire) toutes Mer et océan, canal N° 1808 P: 10 kW en USB |
| 19.779 à 19.797   | Service maritime côtier à mobile avec 18804 à 18825 en USB                                      |

#### La propagation à grande distance

Cycle solaire.

##### Le jour
- Bande des 18 MHz est ouverte en F2 le jour, en période de grande activité solaire pour la communication intercontinentale avec une distance de saut de 1 200 km. (On rencontre en partant de l’émetteur une petite zone de réception par onde de sol, une zone de silence, une zone de réception indirecte, une zone de silence, une zone de réception indirecte, une zone de silence et ainsi de suite. L’énergie radiofréquence est réfléchie par les couches de l'ionosphère. Ces réflexions successives entre le sol ou la mer et les couches de l'ionosphère permettent des liaisons radios intercontinentales).

##### La nuit
- Bande des 18 MHz est souvent fermée en pleine nuit pour la communication intercontinentale.

### Bande des 22 MHz
Pour les bandes de 6 MHz à 26 MHz. La bande des 8 MHz est à utiliser en premier choix.
| Fréquences en MHz | Utilisations et modes                                                                              |
| ----------------- | -------------------------------------------------------------------------------------------------- |
| 22,000 à 22,057   | Service maritime mobile à côte avec 22696 à 22852 : P maxi 1,5 kW en USB                           |
| 22.060            | Fréquence internationale d’appel, maritime mobile en radiotéléphonie : P maxi 1,5 kW en USB        |
| 22.063 à 22.156   | Service maritime mobile à côte avec 22696 à 22852 : P maxi 1,5 kW en USB                           |
| 22.159            | Liaisons entre navires en mono-fréquence tactique et en bandes croisées P maxi 1 kW en USB         |
| 22.162            | Liaisons entre navires en mono-fréquence tactique et en bandes croisées P maxi 1 kW en USB         |
| 22.165            | Liaisons entre navires en mono-fréquence tactique et en bandes croisées P maxi 1 kW en USB         |
| 22.168            | Liaisons entre navires en mono-fréquence tactique et en bandes croisées P maxi 1 kW en USB         |
| 22.171            | Liaisons entre navires en mono-fréquence tactique et en bandes croisées P maxi 1 kW en USB         |
| 22.174            | Liaisons entre navires en mono-fréquence tactique et en bandes croisées P maxi 1 kW en USB         |
| 22.177            | Liaisons entre navires en mono-fréquence tactique et en bandes croisées P maxi 1 kW en USB         |
| 22.180 à 22.240   | Service maritime mobile en CW                                                                      |
| 22.241 à 22.279   | Service maritime mobile et service aéronautique à maritime mobile en CW                            |
| 22.279,5          | Fréquence d’appel zones Les Caraïbes et Océan atlantique en radiotélégraphie en CW                 |
| 22.280            | Fréquence secondaire d’appel zones Les Caraïbes et Océan atlantique en radiotélégraphie en CW      |
| 22.280,5          | Fréquence d’appel toutes zones en radiotélégraphie en CW                                           |
| 22.281            | Fréquence secondaire d’appel toutes zones en radiotélégraphie en CW                                |
| 22.281,5          | Fréquence d’appel zone Golfe Mexique en radiotélégraphie en CW                                     |
| 22.282            | Fréquence secondaire d’appel zone Golfe Mexique en radiotélégraphie en CW                          |
| 22.282,5          | Fréquence d’appel zone Pacifique Nord en radiotélégraphie en CW                                    |
| 22.283            | Fréquence secondaire d’appel zone Pacifique Nord en radiotélégraphie en CW                         |
| 22.283,5          | Fréquence d’appel zone Pacifique Sud en radiotélégraphie en CW                                     |
| 22.284            | Fréquence secondaire d’appel zone Pacifique Sud en radiotélégraphie en CW                          |
| 22.285 à 22.351   | Service maritime mobile à côte avec 22377 à 22445 en Radiotélex                                    |
| 22.352 à 22.375   | Service maritime côtier en USB/Digimodes/CW                                                        |
| 22.376            | Impression Directe à Bande Étroite pour la Sécurité en Radiotélex                                  |
| 22.377 à 22.445   | Service maritime côtier en Radiotélex                                                              |
| 22.445 à 22.696   | Service maritime côtier en CW                                                                      |
| 22.696 à 22.705   | Service maritime côtier à mobile avec 22000 à 22009 en USB                                         |
| 22.708            | Boufarik Radio Algérie Voie 2205 avec 22012 P: 10 kW en USB                                        |
| 22.711 à 22.726   | Service maritime côtier à mobile avec 22000 à 22030 en USB                                         |
| 22.729            | Monaco Radio Télécoms (fréquence secondaire)toutes Mer et océan, canal N° 2212 P: 10 kW en USB     |
| 22.732 à 22.750   | Service maritime côtier à mobile avec 22036 à 22054 en USB                                         |
| 22.753            | 6VA Dakar Radio Sénégal Voie 2220 avec 22057 en USB                                                |
| 22.756            | Fréquence d’appel en radiotéléphonie, service maritime côtier à Mobile en USB                      |
| 22.759 à 22.765   | Service maritime côtier à mobile avec 22000 à 22069 en USB                                         |
| 22.768            | Monaco Radio Télécoms, Météo marine en Atlantique nord-est, 9h30 UTC canal N° 2225 P: 10 kW en USB |
| 22.771            | Service maritime côtier à mobile avec 22075 en USB                                                 |
| 22.774            | Boufarik Radio Algérie Voie 2227 avec 22078 P: 10 kW en USB                                        |
| 22.777 à 22.804   | Service maritime côtier à mobile avec 22081 à 22108 en USB                                         |
| 22.807            | Boufarik Radio Algérie Voie 2238 avec 22111 P: 10 kW en USB                                        |
| 22.810 à 22.852   | Service maritime côtier à mobile avec 22114 à 22156 en USB                                         |

#### La propagation à grande distance

##### Le jour
- La bande des 22 MHz est ouverte en F2 le jour, en période de grande activité solaire pour la communication intercontinentale avec une distance de saut de 1 500 km. (On rencontre en partant de l’émetteur une petite zone de réception par onde de sol, une zone de silence, une zone de réception indirecte, une zone de silence, une zone de réception indirecte, une zone de silence et ainsi de suite. L’énergie radiofréquence est réfléchie par les couches de l'ionosphère. Ces réflexions successives entre le sol ou la mer et les couches de l'ionosphère permettent des liaisons radios intercontinentales).

##### La nuit
- Bande des 22 MHz est fermée en pleine nuit pour la communication intercontinentale.

### Bande des 26 MHz
Pour les bandes de 6 MHz à 26 MHz. La bande des 8 MHz est à utiliser en premier choix.
| Fréquences en MHz | Utilisations et modes                                                                            |
| ----------------- | ------------------------------------------------------------------------------------------------ |
| 25.070 à 25.094   | Service maritime mobile à côtes avec 26145 à 26172: P maxi 1,5 kW en USB                         |
| 25.097            | Fréquence internationale d’appel, maritime mobile en Radiotéléphonie : P maxi 1,5 kW en USB      |
| 25.100            | Liaisons entre navires en mono-fréquence tactique et en bandes croisées P maxi 1 kW en USB       |
| 25.103            | Liaisons entre navires en mono-fréquence tactique et en bandes croisées P maxi 1 kW en USB       |
| 25.106            | Liaisons entre navires en mono-fréquence tactique et en bandes croisées P maxi 1 kW en USB       |
| 25.109            | Liaisons entre navires en mono-fréquence tactique et en bandes croisées P maxi 1 kW en USB       |
| 25.112            | Liaisons entre navires en mono-fréquence tactique et en bandes croisées P maxi 1 kW en USB       |
| 25.115            | Liaisons entre navires en mono-fréquence tactique et en bandes croisées P maxi 1 kW en USB       |
| 25.118            | Liaisons entre navires en mono-fréquence tactique et en bandes croisées P maxi 1 kW en USB       |
| 25.121 à 25.161   | Service maritime mobile en Digimodes/CW                                                          |
| 25.161 à 25.171   | Service maritime mobile en CW                                                                    |
| 25.171,5          | Fréquence d’appel zones Golfe Mexique Les Caraïbes et Océan atlantique en radiotélégraphie en CW |
| 25.172            | Fréquence d’appel toutes zones en radiotélégraphie en CW                                         |
| 25.172,5          | Fréquence d’appel zone Pacifique en radiotélégraphie en CW                                       |
| 25.173 à 25.193   | Service maritime mobile en Radiotélex                                                            |
| 25.193 à 25.210   | Service maritime mobile en Digimodes/CW                                                          |
| 25.210 à 25.550   | Organisation, mobile, Service aéronautique et renseignement météo en vol en USB/Digimodes/CW     |
| 25.550 à 25.670   | Radio Astronomie                                                                                 |
| 25.670 à 26.100   | Radiodiffusion bande des 11 mètres, (pirates) en AM/USB                                          |
| 26.1005           | Impression Directe à Bande Étroite pour la Sécurité Radiotélex                                   |
| 26.101 à 26.120   | Service maritime côtier en Radiotélex                                                            |
| 26.120 à 26.144   | Service maritime côtier en CW                                                                    |
| 26.145            | Monaco Radio Télécoms (fréquence secondaire) avec 25070, canal N° 2501 P: 10 kW en USB           |
| 26.148 à 26.169   | Service maritime côtier à mobile avec 25073 à 25100 en USB                                       |
| 26.172            | Fréquence internationale d’appel, maritime côtier à mobile en USB                                |
| 26.175 à 26.310   | Société, presse, organisation diverse, Mobile maritime, Armée de Terre en AM/FM/USB/Digimodes    |
| 26.310 à 27.500   | Mobile maritime P maxi 15 W en FM/AM                                                             |

#### La propagation à grande distance

##### Le jour
- De jour
- Bande des 26 MHz est ouverte en F2 le jour, en période de grande activité solaire (3 ans tous les 11 ans) pour la communication intercontinentale avec une distance de saut de 2000 à 3 000 km.

- Entre les tropiques, la bande des 26 MHz est ouverte en irrégularités alignées sur le champ magnétique troposphérique.
- Cependant on observe des réceptions sporadiques à grande distance non exploitables par les stations marines.
- De plus on rencontre en partant de l’émetteur une petite zone de réception par onde de sol, une zone de silence, une zone de réception indirecte, une zone de silence, une zone de réception indirecte, une zone de silence et ainsi de suite. L’énergie radiofréquence est réfléchie par les couches de l'ionosphère. Ces réflexions successives entre le sol ou la mer et les couches de l'ionosphère permettent des liaisons radiotélégraphiques intercontinentales.

- Référence: propagation en VHF par l’UIT

##### La nuit
- Bande des 26 MHz est fermée en pleine nuit pour la communication intercontinentale.

#### La propagation locale
- La propagation locale est utilisable sur la bande des 26 MHz à toute heure du jour et de la nuit avec portée d'exploitation de plusieurs kilomètres entre les navires.

## Bande VHF
Appelée aussi Bande métrique.

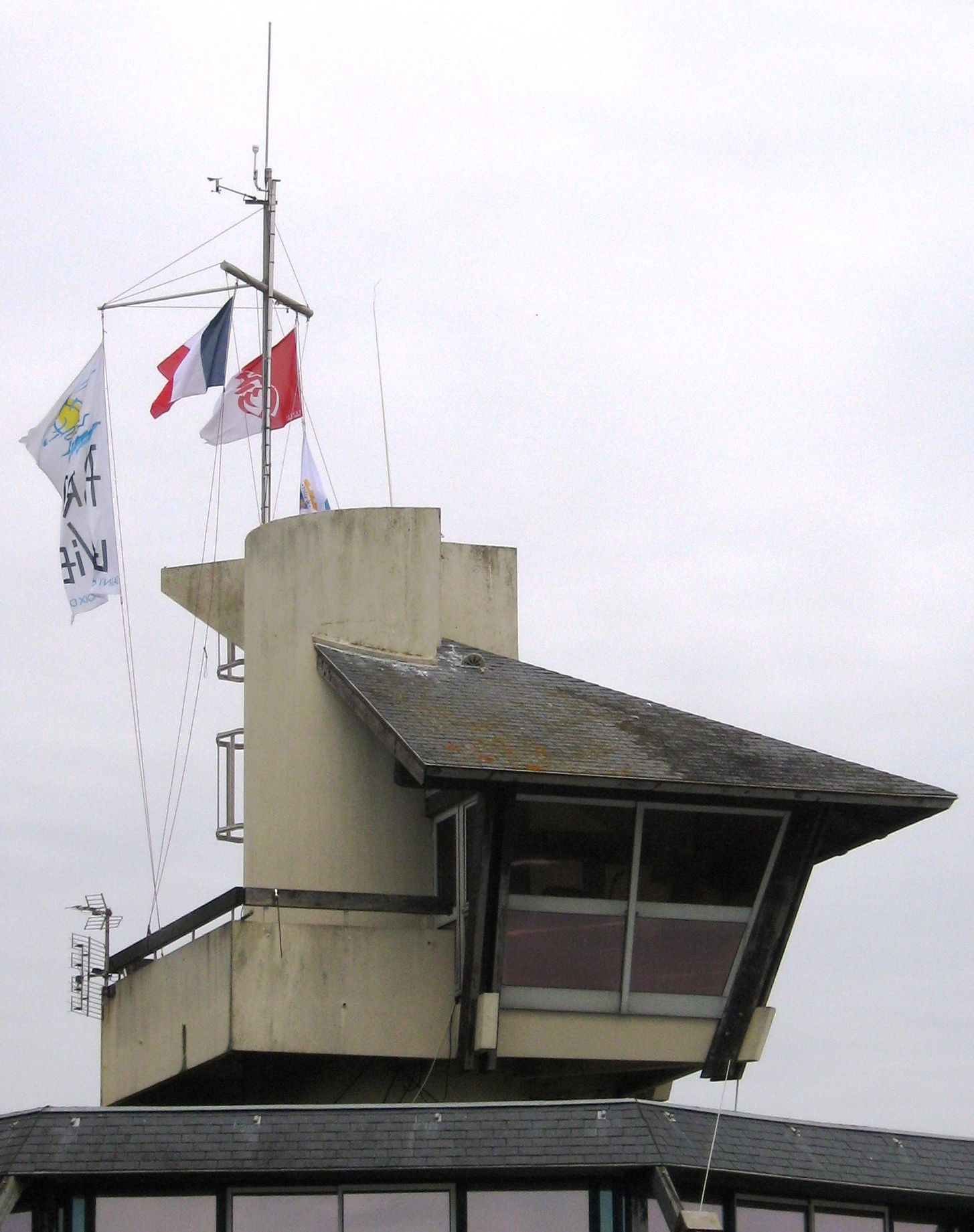
Capitaineries maritimes de plaisance

- Ce tableau intègre des spécificités propres aux navires d'Europe.

| Fréquences en MHz  | Utilisations et modes                                                                                             |
| ------------------ | --- |
| 156.025 à 156.275  | Mobile vers réseaux sur sol, Duplex shift + 4,6 MHz, canaux N° 01 à 05 et 60 à 65 P maxi 25 W en FM               |
| 156.300            | Liaisons à navires et air/mer/terre, météo, criée, coordinations des recherches, canal N° 06 P maxi 25 W en FM    |
| 156.325 et 156.350 | Mobile vers réseaux sur sol, Duplex shift + 4,6 MHz, canaux N° 07 et 66 P maxi 25 W en FM                         |
| 156.375            | Centre Opérationnel de Surveillance et de Sauvetage, mouvement des navires canal N° 67 P maxi 25 W en FM          |
| 156.400            | Liaisons à navires, canal N° 08 P maxi 1 W sur lacs, fleuves, rivières et P maxi 25 W sur mer en FM               |
| 156.425            | Centre Régional Opérationnel de Surveillance et de Sauvetage, canal N° 68 P maxi 25 W en FM                       |
| 156.450            | Opérations portuaires capitaineries maritimes de plaisance, marina, canal N° 09 P maxi 1 W en FM                  |
| 156.475            | Centre Régional Opérationnel de Surveillance et de Sauvetage, canal N° 69 P: 25 W en FM                           |
| 156.500            | Appel navire : fleuves, rivières, canaux, lacs, étangs, navire à navire; autorité, canal N° 10 P maxi 1 W en FM   |
| 156.525            | Fréquence internationale maritime d’appel Sélectif Numérique, canal N° 70 en Digimodes                            |
| 156,550            | Centre Opérationnel de Surveillance et de Sauvetage, autorité portuaire fluviale canal N° 11 P maxi 1 W en FM     |
| 156.575            | Marine Nationale, autorité portuaire fluviale canal N° 71 P: 1/25 W en FM                                         |
| 156.600            | Opérations portuaires capitaineries maritimes de commerce ou de pêche, canal N° 12 P maxi 1 W en FM               |
| 156.625            | Liaisons à navires, canal N° 72 P maxi 1 W sur lacs, fleuves, rivières et P maxi 25 W sur mer en FM               |
| 156.650            | CROSS, opérations portuaires, liaison fluvial navire à navire et liaison de sécurité ch. 13 P maxi 1 W en FM      |
| 156.675            | Marine Nationale, autorité portuaire, CROSS, informations, hauteur d’eau, canal N° 73 P maxi 25 W en FM           |
| 156.700            | Radio guidage maritime, entrées des estuaires, autorité portuaire canal N° 14 P maxi 1 W en FM                    |
| 156.725            | Autorité portuaire fluviale, Marine Nationale canal N° 74 P: 1/25 W en FM                                         |
| 156.750            | CROSS, postes de secours (plages), phares et balises, convoi fluvial P maxi 1 W canal N° 15 en FM                 |
| 156.775            | Opérations portuaires et mouvement des navires canal N° 75 P maxi 1 W en FM                                       |
| 156.800            | Fréquence internationale maritime d’appel et de détresse, Canal 16 en FM                                          |
| 156.825            | Opérations portuaires et mouvement des navires canal N° 76 P maxi 1 W en FM                                       |
| 156.850            | Convoi fluvial, opérations portuaires capitaineries maritimes de la Marine Nationale canal N° 17 P maxi 1 W en FM |
| 156.875            | Radiocommunications entre navires, canal N° 77 P: 1 W sur lacs, fleuves, rivières et P maxi 25 W sur mer en FM    |
| 156.900 à 157.350  | Mobile vers réseaux sur sol, Duplex shift + 4,6 MHz, canaux N° 18 à 27 et 78 à 86 P maxi 25 W en FM               |
| 157.375            | Centre Opérationnel de Surveillance et de Sauvetage canal N° 87 P: 1/25 W en FM                                   |
| 157.400            | Mobile vers réseaux sur sol, Duplex shift + 4,6 MHz, canal N° 28 P maxi 25 W en FM                                |
| 157.425            | Centre Opérationnel de Surveillance et de Sauvetage canal N° 88 P: 1/25 W en FM                                   |
|                    | autres services                                                                                                   |
| 157.850            | Canal 37 UK call marina (Angleterre) P: 1/25 W en FM                                                              |
|                    | autres services                                                                                                   |
| 160.625 à 160.925  | Correspondance publique, Duplex shift - 4,6 MHz, canal N° 01 à 05 et 60 à 66 en FM                                |
| 160.950            | Marine Nationale, Duplex shift - 4,6 MHz, canal N° 07 en FM                                                       |
|                    | autres services                                                                                                   |
| 161.500            | Écluses et réseaux sur sol vers navires, Duplex shift - 4,6 MHz, canal N° 18 en FM                                |
| 161.525            | Correspondance publique, Duplex shift - 4,6 MHz, canal N° 78 en FM                                                |
| 161.550            | Correspondance sol; Opérations portuaires, Duplex shift - 4,6 MHz, canal N° 19 en FM                              |
| 161.575            | Centre Régional Opérationnel de Surveillance et de Sauvetage, Météo marine, canal N° 79 en FM                     |
| 161.600            | Écluses et réseaux sur sol vers navires, Duplex shift - 4,6 MHz, canal N° 20 en FM                                |
| 161.625            | Centre Régional Opérationnel de Surveillance et de Sauvetage, Météo marine, canal N° 80 en FM                     |
| 161.650 à 161.675  | Correspondance publique, Duplex shift - 4,6 MHz, canaux N° 21 et 81 en FM                                         |
| 161.700            | Écluses et réseaux sur sol vers navires, Duplex shift - 4,6 MHz, canal N° 22 en FM                                |
| 161.725 à 161.950  | Correspondance publique, Duplex shift - 4,6 MHz, canaux N° 23 à 27 et canal N° 82 à 86 en FM                      |
| 161.975            | Système d'identification automatique et de surveillance des navires, canal N° AIS 1 P maxi 25 W en Digimodes      |
| 162.000            | Correspondance publique par opérateur, shift - 4,6 MHz, canal N° 28 en FM                                         |
| 162.025            | Système d'identification automatique et de surveillance des navires, canal N° AIS 2 P maxi 25 W en Digimodes      |

### La propagationVHF

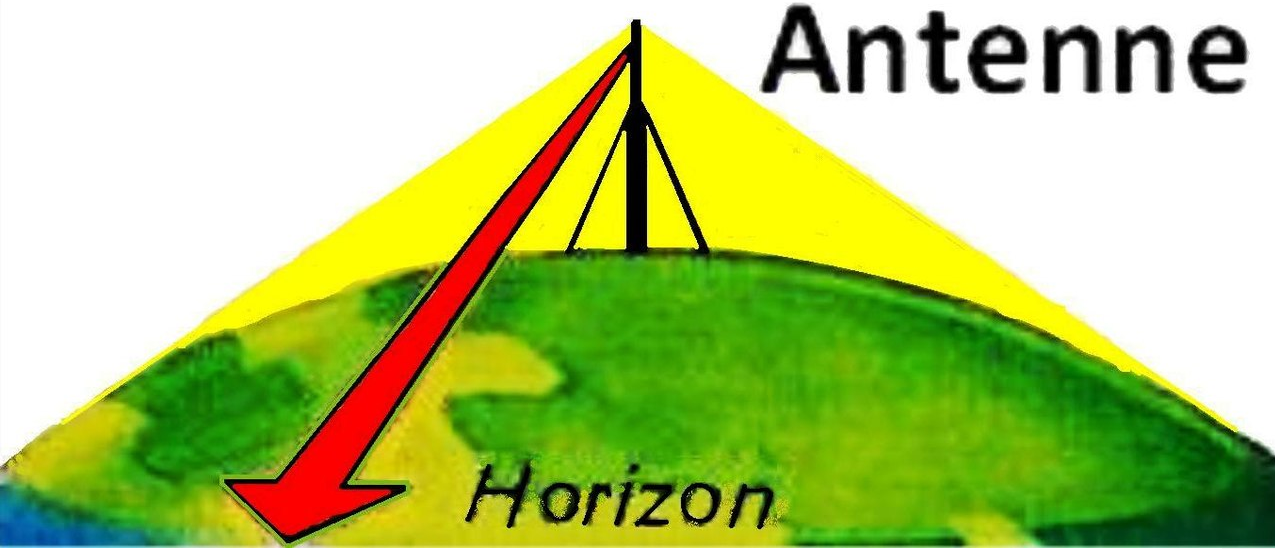
Propagation sur la bande VHF avec portée d'exploitation inférieure à 60 km

La propagation est dans une zone de réception directe (inférieure à 60 km) en partant de l’émetteur VHF. 
- La propagation est comparable à celle d’un rayon lumineux.
- Les obstacles sur le sol prennent de l’importance.
- En absence d'obstacles, la portée radio est fonction de la courbure de la terre et de la hauteur des antennes d’émission et de réception en VHF selon la formule:

- {\displaystyle d=4,188\times \ ({\sqrt {h1}}\ +{\sqrt {h2}})}
- d est la portée radio en km (sans obstacles intermédiaires.)
- h1 est la hauteur de l’antenne d’émission en mètres au-dessus de la mer.
- h2 est la hauteur de l’antenne de réception en mètres au-dessus de la mer.

On peut aussi utiliser la formule: 
- {\displaystyle D=2,5({\sqrt {H}}+{\sqrt {h}})}
- D est la distance en milles nautiques (1,852 mètres),
- H est la hauteur de l'antenne émettrice,
- h la hauteur de l'antenne réceptrice.

Les portées pratiques en onde directe, au-dessus du sol obtenus par le tableau ci-dessous, sont indiquées en kilomètres suivant les hauteurs des antennes d'émission et de réception, la portée correspond à une puissance d'émission de 25 watts sur 156 MHz et pour une réception radioélectrique d'un champ de 4 microvolts par mètre.
| Hauteurs des antennes au-dessus de la hauteur moyenne de l'eau                         | Distance en km |
| -------------------------------------------------------------------------------------- | -------------- |
| Les deux antennes a une hauteur de 1,80 m                                              | 13 km en mer   |
| Antenne d'émission a une hauteur de 9 m Antenne de réception a une hauteur de 1,80 m   | 24 km en mer   |
| Les deux antennes a une hauteur de 9 m                                                 | 45 km en mer   |
| Antenne d'émission a une hauteur de 180 m Antenne de réception a une hauteur de 1,80 m | 67 km en mer   |

Cependant on observe des réceptions sporadiques à grande distance en VHF non exploitable par les stations marine.

## Bande UHF
Appelée aussi Bande décimétrique.

### Système spatial
| Fréquences en MHz | Utilisations et modes                                                                                             |
| ----------------- | --- |
| 401.600 à 401.650 | Système spatial de recherche des radiobalises de localisation, radiosondes, suivi d’animaux en Digimodes          |
| 401.650           | Fréquence internationale des radiobalises Argos vers satellite NOAA Tiros en Digimodes                            |
| 401.650 à 401.700 | Système spatial de recherche des radiobalises de localisation, radiosondes, suivi d’animaux en Digimodes          |
| 401.700 à 403.000 | Météo, ballons météo, Système spatial de recherche des radiobalises de localisation, suivi d’animaux en Digimodes |
| 403.000 à 405.975 | Météo, radiosondes des ballons météo, Système spatial de recherche des radiobalises de localisation en Digimodes  |
| 406 à 406.100     | Système spatial de recherche des radiobalises de localisation des sinistres en Digimodes                          |

### Radiocommunication de bord UHF
Communications de bord. 
Il s'agit du trafic entre postes radio installés à bord d'un bateau ou à bord de divers bateaux faisant partie d'un même convoi remorqué ou poussé. Les commandes pour amarrer ou démarrer tombent également dans cette catégorie. (Sur les fleuves rivières et les lacs il n'y a que les voies VHF 15 et 17 qui peuvent être utilisées, à puissance réduite, pour les communications de bord). Les communications de bord ne sont pas admises dans la navigation de plaisance. 
Private Mobile Radiocommunications maritime de radiocommunication de bord.
| Fréquence   | Utilisations et mode                                                                                          |
| ----------- | --- |
| 457,525 MHz | canal mono-fréquence tactique présent sur tous les portatifs de radiocommunication de bord P: 0,2 à 2 W en FM |

#### 450MHzà470MHzen mono-fréquence tactique

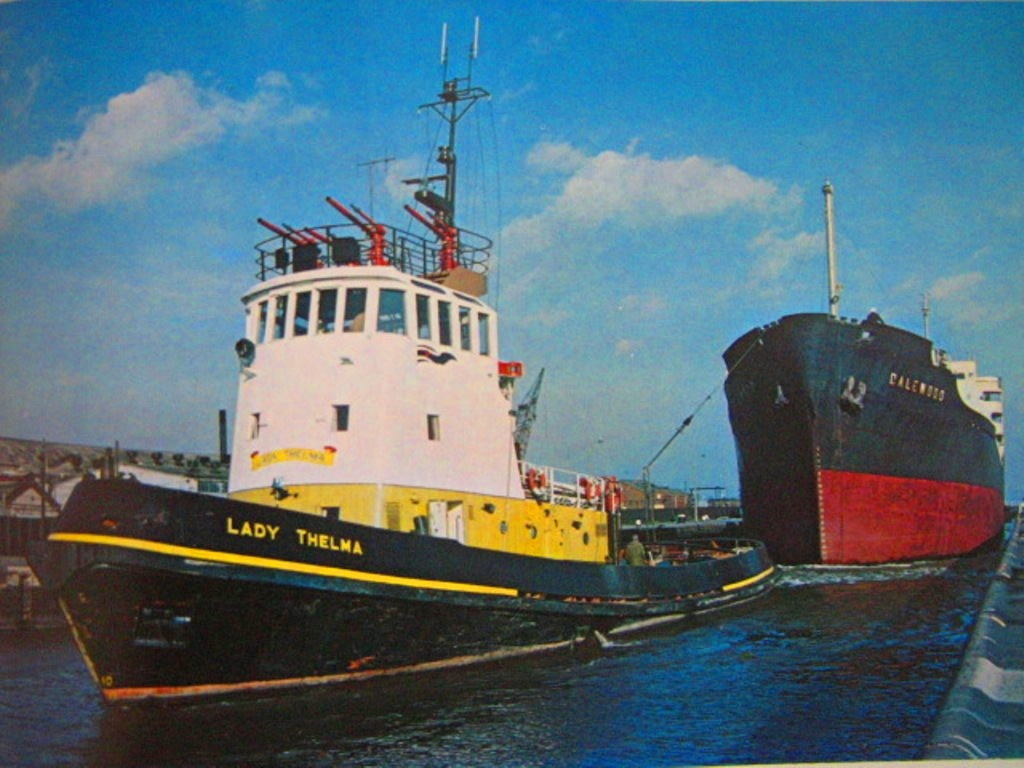
Communications de bord entre postes radios d'un même convoi remorqué.

| Fréquences en MHz | Utilisations mono-fréquence tactique et mode   |
| ----------------- | ---------------------------------------------- |
| 457,525           | radiocommunications de bord P: 0,2 à 2 W en FM |
| 457,5375          | radiocommunications de bord P: 0,2 à 2 W en FM |
| 457,550           | radiocommunications de bord P: 0,2 à 2 W en FM |
| 457,5625          | radiocommunications de bord P: 0,2 à 2 W en FM |
| 457,575           | radiocommunications de bord P: 0,2 à 2 W en FM |
| 467,525           | radiocommunications de bord P: 0,2 à 2 W en FM |
| 467,5375          | radiocommunications de bord P: 0,2 à 2 W en FM |
| 467,550           | radiocommunications de bord P: 0,2 à 2 W en FM |
| 467,5625          | radiocommunications de bord P: 0,2 à 2 W en FM |
| 467,575           | radiocommunications de bord P: 0,2 à 2 W en FM |

#### 450MHzà470MHzen station de relais
| Couples des fréquences en MHz | Utilisations en station de relais et mode      |
| ----------------------------- | ---------------------------------------------- |
| 457,525 / 467,525             | radiocommunications de bord P: 0,2 à 2 W en FM |
| 457,5375 / 467,5375           | radiocommunications de bord P: 0,2 à 2 W en FM |
| 457,550 / 467,550             | radiocommunications de bord P: 0,2 à 2 W en FM |
| 457,5625 / 467,5625           | radiocommunications de bord P: 0,2 à 2 W en FM |
| 457,575 / 467,575             | radiocommunications de bord P: 0,2 à 2 W en FM |

### INMARSAT B

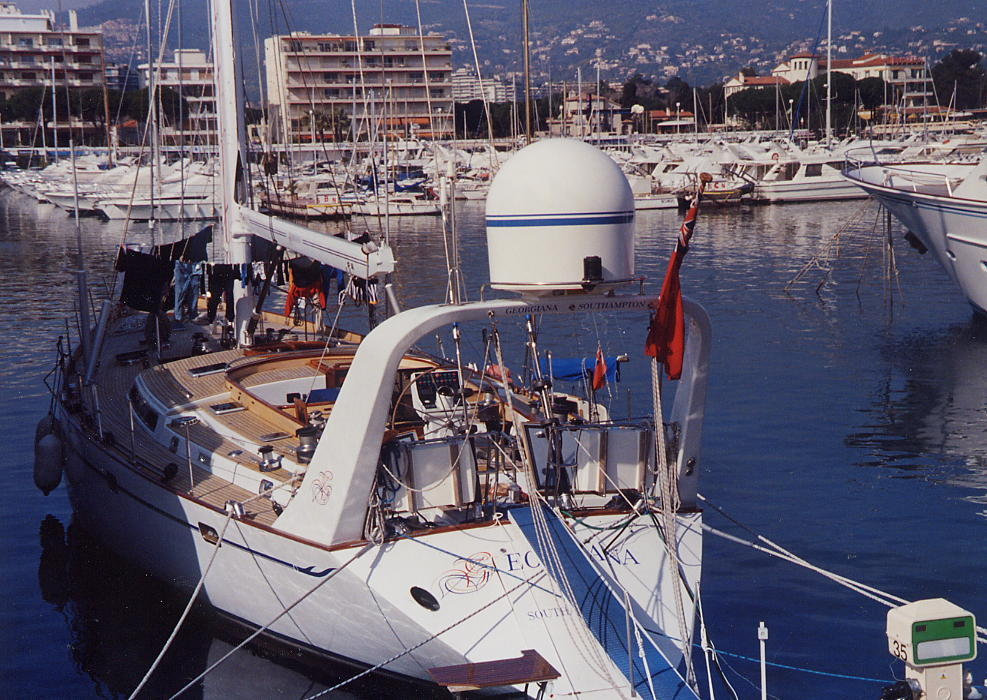
Antenne INMARSAT B sur un voilier

L'Inmarsat (International maritime satellite) se trouve à 35 786 km d'altitude en orbite géostationnaire couvrant la zone entre les latitudes 70° Nord et 70° Sud c'est-à-dire ne couvrant pas l’Arctique et l’Antarctique (zone polaire), opère quatre satellites assurant les fonctions téléphonie, données, télex et télécopie par l'intermédiaire de 37 stations terrestres. 
L'INMARSAT B (numérique) remplace l'INMARSAT A (analogique)
L'INMARSAT B est pour gérer 
- les messageries
- les télex
- les téléphones
- les télécopies
- les radiotélégrames
- les informations d'assistance technique
- les informations météorologiques
- le déroulement d'une campagne pêche
- le déroulement d'une course au large

Inmarsat B est en voie de disparition, il est remplacé par Fleet 77. Il sera fermé définitivement fin décembre 2016.

### INMARSAT C
L'Inmarsat (International maritime satellite) se trouve à 35 786 km d'altitude en orbite géostationnaire couvrant la zone entre les latitudes 70° Nord et 70° Sud c'est-à-dire ne couvrant pas l’Arctique et l’Antarctique (zone polaire), opère quatre satellites assurant les fonctions par l'intermédiaire de 37 stations terrestres.

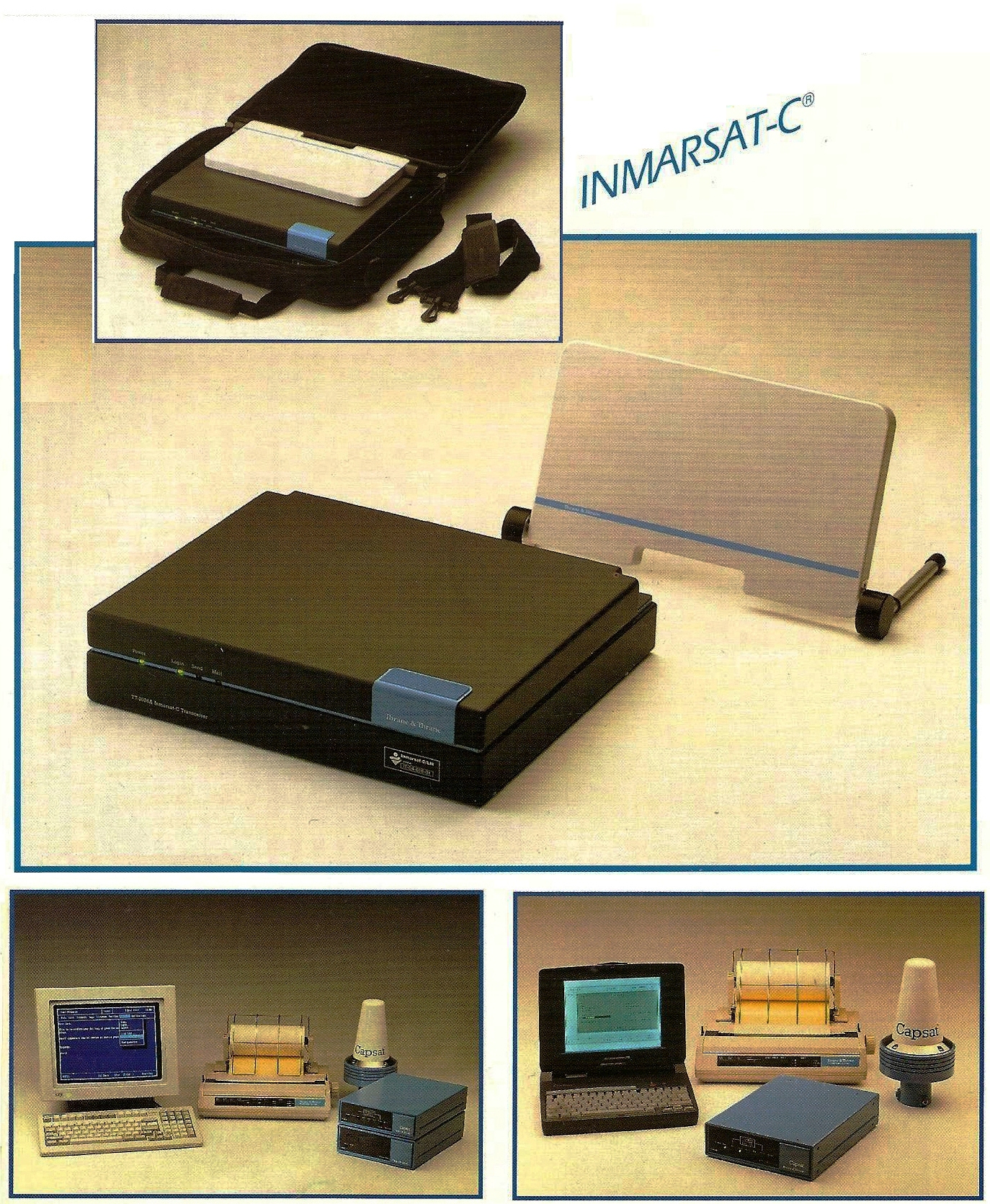
Valise INMARSAT C

La valise INMARSAT C (en texte uniquement) à comme fonction: 
- la position du bateau
- le déroulement d'une campagne pêche
- le déroulement d'une course au large
- les informations d’assistance technique
- les informations météorologiques
- les messageries électroniques
- les télex
- les Fax
- Safetynet et Fleetnet
- SMS texte
- SMDSM
- information de sécurité

| Fréquences en MHz | Utilisations                              |
| ----------------- | ----------------------------------------- |
| 1626,5 à 1646,5   | valise INMARSAT C vers satellite INMARSAT |
| 1530 à 1545       | satellite INMARSAT vers valise INMARSAT C |

### Fleet 77
Ainsi nommé à cause du diamètre de l'antenne.
Inmarsat Fleet 77 assure les communications par:
- Radiotéléphonie (voix)
- Fax de groupe 3 (9600 bauds)
- ISDN mobile (jusque 64 kb/s)
- MPDS (Mobile Packet Data Service (en))

Fleet 77 répond également aux critère du Système mondial de détresse et de sécurité en mer (SMDSM ou en anglais GMDSS) pour les communications vocales. 
Les appels de détresse lancés sur Fleet 77 sont routés vers une station au sol (Land Earth Station - LES) et de là vers un centre de coordination (CROSS).
Le réseau Inmarsat Fleet 77 connaît 4 niveaux de priorité pour les appels bateau - station côtière et station côtière - bateau, l'appel de détresse étant la priorité la plus haute:
- Détresse
- Urgence
- Sécurité
- Routine

Les services données de Fleet 77 (ISDN et MPDS) sont considérés comme des communications de routines et susceptible d'être interrompu si un appel avec une priorité plus haute est transmis de ou vers le navire . 
Les appels de détresse ont toujours priorité sur les autres appels. Les appels en provenance du navire ont toujours priorité sur les appels de même priorité en provenance d'une station côtière.
| Fréquences en MHz       |
| ----------------------- |
| Rx: 1525.0 – 1559.0 MHz |
| Tx: 1626.5 – 1660.5 MHz |

Ch. spacing: 1.25 kHz

### Articles de référence
- Les articles de référence des canaux et utilisations: Manuel à l’usage des services mobile maritime
- Les articles de référence pour météo: Stations Radiométéorologiques Service Hydrographique et Océanographique de la Marine
- Nomenclature des stations côtières 2017
- Almanach du marin breton
- Amélioration de l’efficacité d’utilisation de la bande 156-174 MHz par les stations : UIT GENÈVE
- Textes de radiocommunication  UIT GENÈVE

- Aide Mémoire Radio TV électronique : DUNOD
- A l'Écoute du Monde : Amitié Radio
- Frequency list : SEVENTH Édition
- Guide du Radiotéléphone Maritime et Fluvial : FRANCE TELECOM
- Guide to Utility Stations : Eleventh Édition
- JOURNAL OFFICIEL : RÉPUBLIQUE FRANÇAISE
- Les écouteurs d’onde courte SWL
- L’UNIVERS DES SCANNERS : PROCOM
- Organisation des radiocommunications dans le cadre des secours et de leur coordination : SRC (F6ACU Daniel LECUL)
- Préparations à l’examen du Certificat restreint de radiotéléphoniste Agence Nationale des Fréquences
- À L’ÉCOUTE DES RÉPARTITIONS DES FRÉQUENCES RADIOÉLECTRIQUES de 9 kHz à 400 GHz
- Répertoire des RADIOSIGNAUX : Service Hydrographique et Océanographique de la Marine
- Ouvrages de radiosignaux maritimes en lignes
- REVUE RADIO-REF : Réseaux des émetteurs français
- Station utilitaires phonie : Langue française HF : Michel RAVIGNEAUX/08
- Stations utilitaires en VHF UHF : Michel RAVIGNEAUX/08